# Schloss Friedenstein

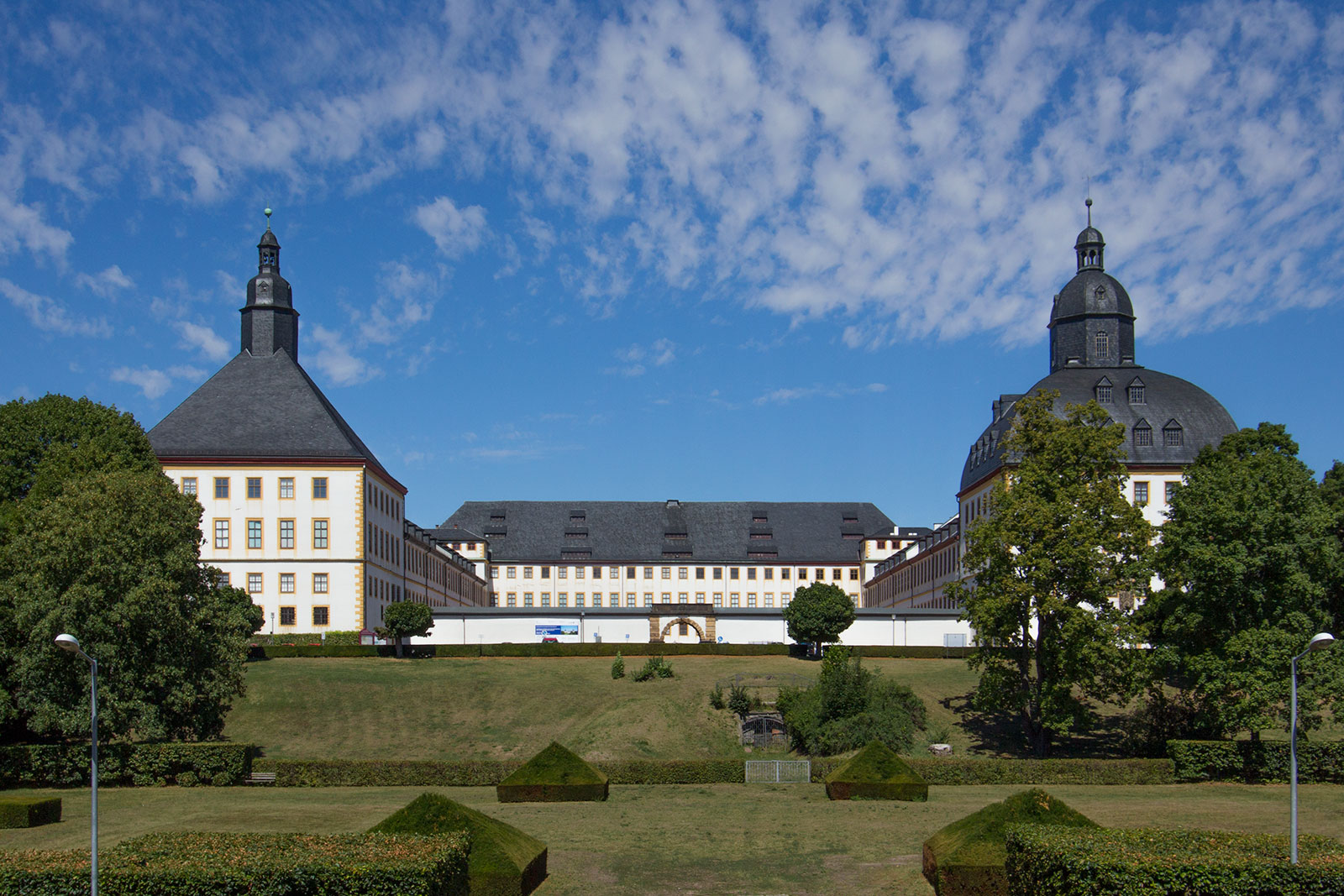
Schloss Friedenstein

Das Schloss Friedenstein ist die ehemalige Residenz der Herzöge von Sachsen-Coburg und Gotha in der thüringischen Stadt Gotha. Die Vierflügelanlage im frühbarocken Stil wurde ab 1643 an der Stelle des geschleiften landesherrlichen Schlosses Grimmenstein errichtet. Es ist einer der bedeutendsten Schlossneubauten Deutschlands aus dem 17. Jahrhundert und beherbergt heute mehrere Museen und Einrichtungen. Eigentümer ist die Stiftung Thüringer Schlösser und Gärten, Hauptnutzer ist die Friedenstein Stiftung Gotha („Universum Friedenstein“).

## Geschichte

### Vorgeschichte

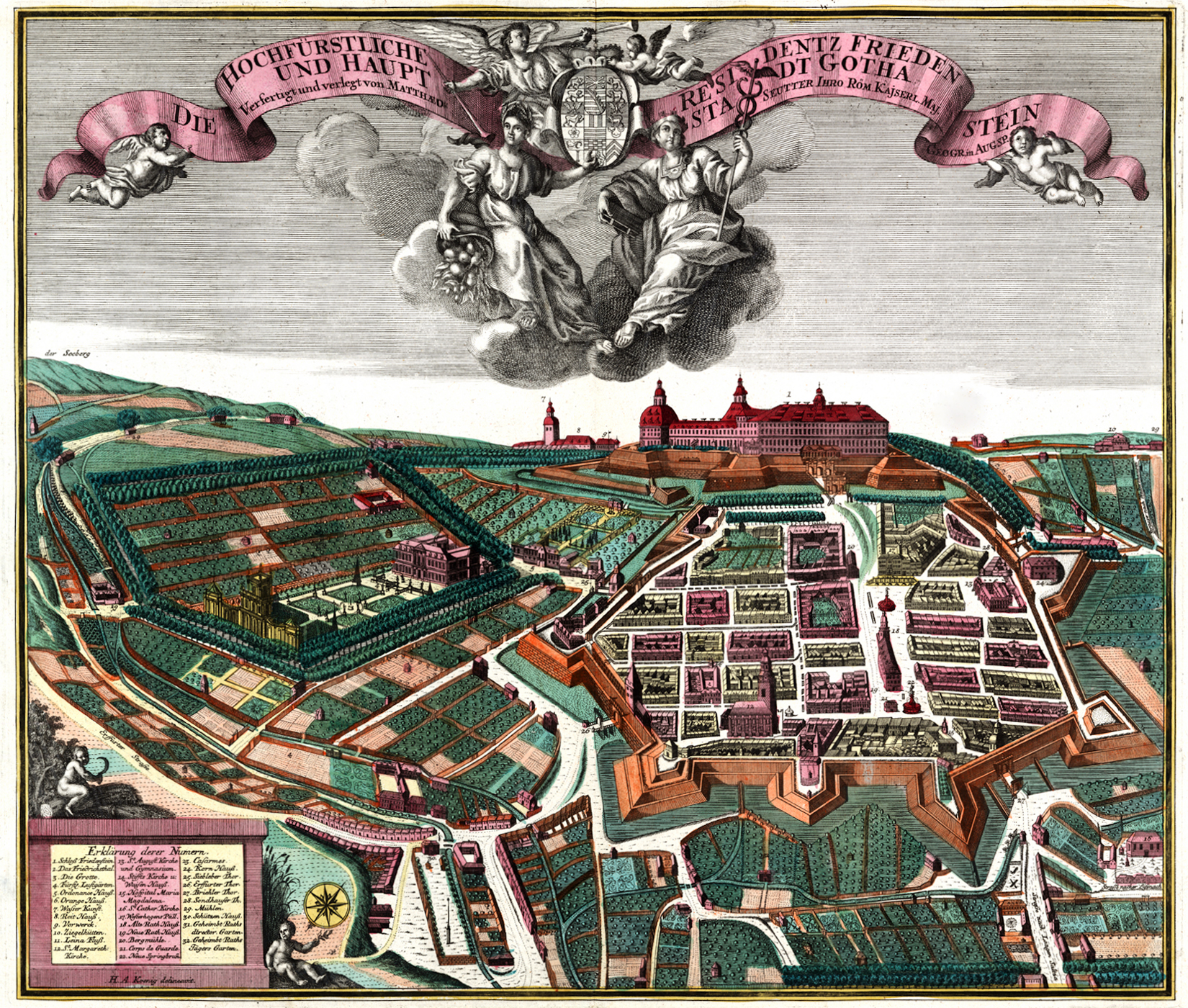
Zitadelle des Friedensteins mit Festungsstadt Gotha, Kupferstich von Matthäus Seutter, 1738

Bereits die Vorgängeranlage des Friedensteins, das Schloss Grimmenstein, gehörte zu den bedeutendsten Festungsanlagen der Wettiner. 1567 wurden sie geschleift. Später wurde das neu errichtete Schloss Friedenstein an derselben Stelle mit frühbarocken Fortifikationen neu befestigt, wobei erhaltene Teile, wie der Brunnen und die Zisterne der Befestigungsanlagen des Grimmensteins mit in die neue Festungsanlage des Friedensteins einbezogen wurden.
Mit seiner Lage am Rande der Festungsstadt Gotha hatte Schloss Friedenstein den Charakter einer barocken Zitadelle. Die frühbarocke Festungsanlage wurde später ebenso wie die städtische Festung von Gotha entfestigt. Erhalten blieben große Teile der Kasematten des Schlosses, die heute besichtigt werden können.

### Ernst I. von Sachsen-Gotha

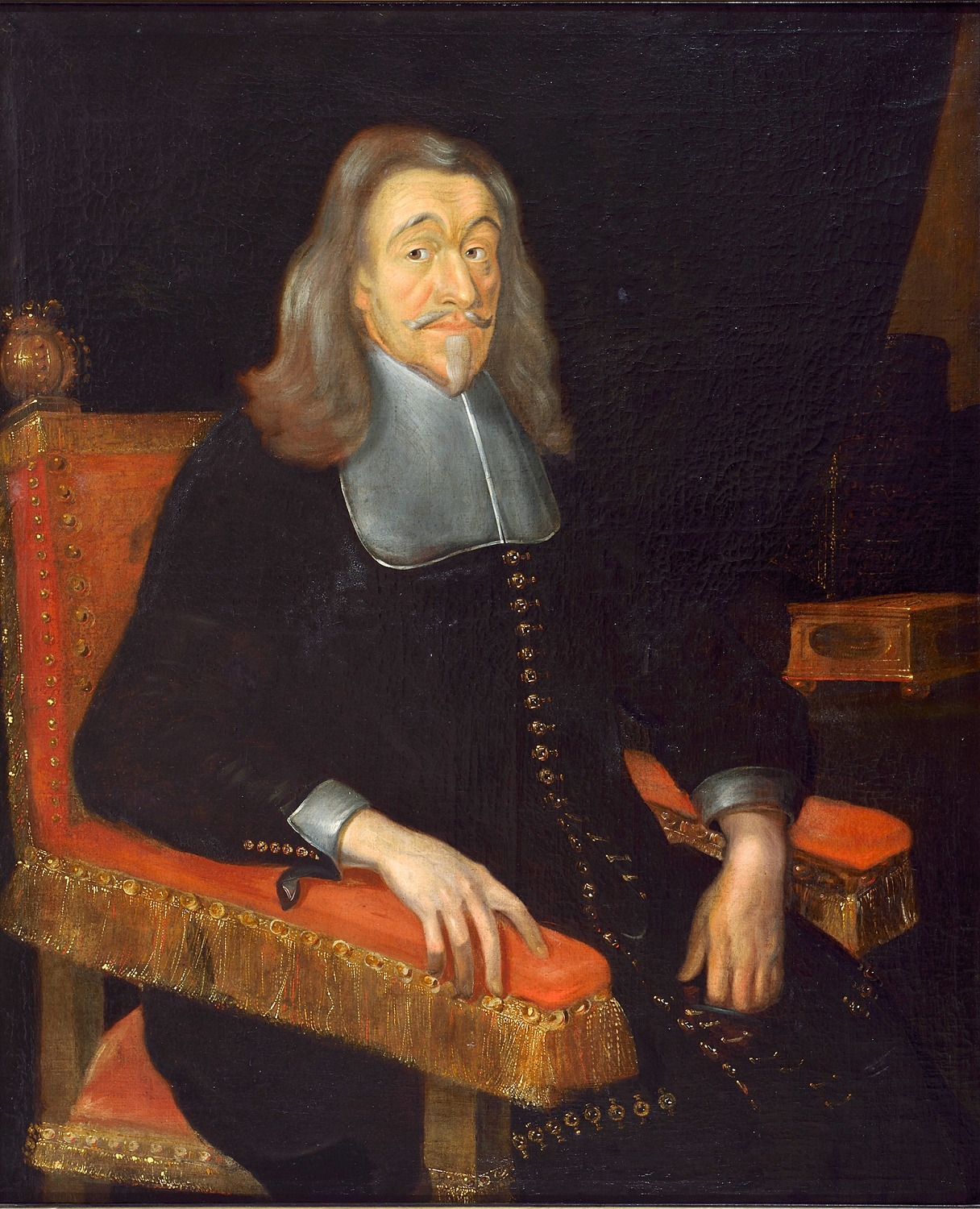
Herzog Ernst I., der Fromme, von Sachsen Gotha (1601–1675)

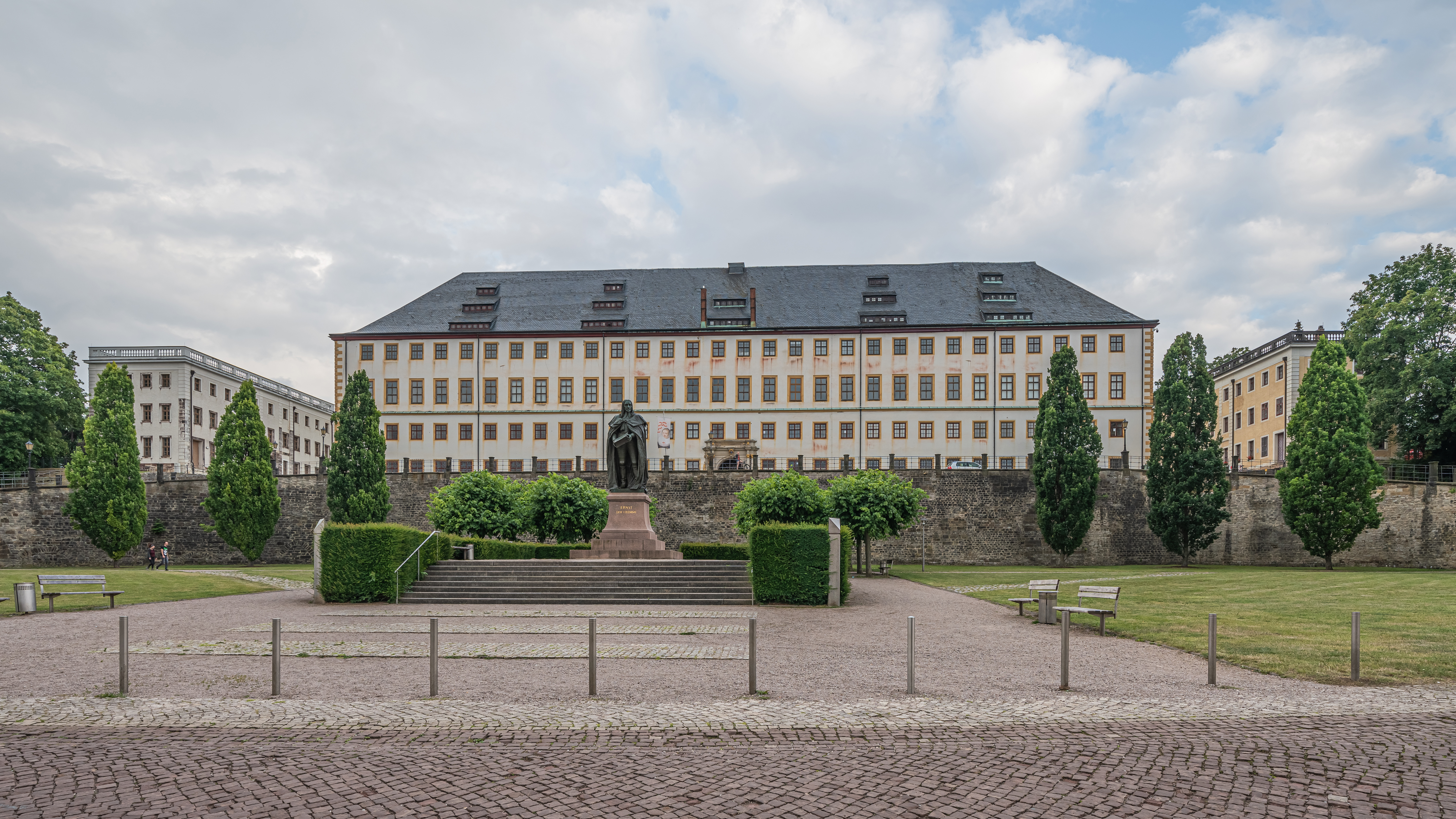
Der Hauptflügel mit dem Pagenhaus, Ansicht von Norden (Stadtseite)

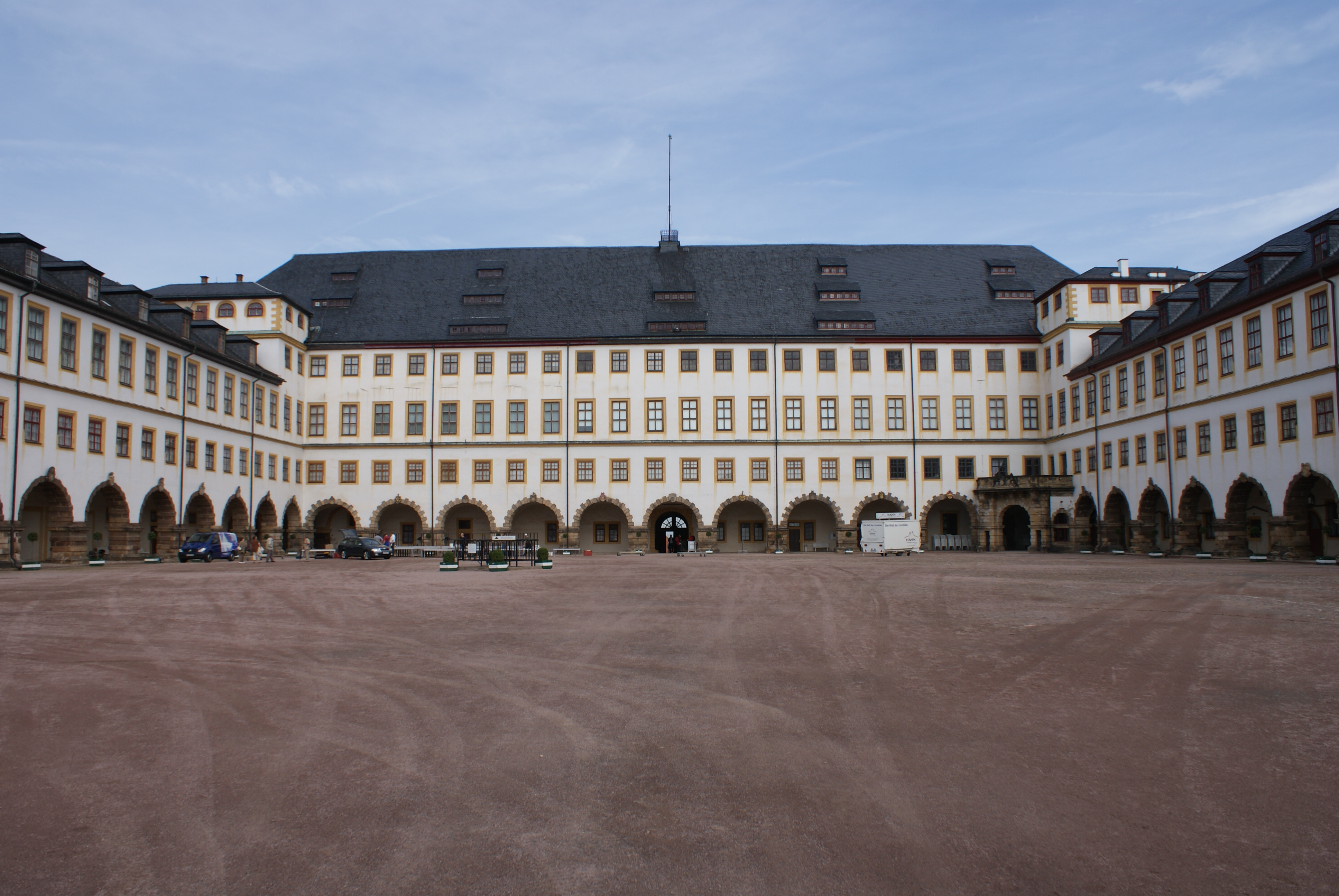
Blick in den Hof des Schlosses

Herzog Ernst I. von Sachsen-Gotha („Ernst der Fromme“) hatte 1640 bei einer Erbteilung Gotha als Hauptstadt für sein neues Herzogtum erhalten. Da sich in der Stadt keine geeignete Residenz befand, begann er früh mit den Planungen für einen Schlossneubau. Nach den Plänen des Architekten Caspar Vogel führte der Baumeister Andreas Rudolph (1601–1679) den Schlossbau 1643–1654 aus. Am 26. Oktober 1643, 12 Uhr wurde der Grundstein für Schloss Friedenstein gelegt. Der Herzog sehnte sich nach den Zerstörungen des Dreißigjährigen Kriegs nach Frieden. Der Name Friedenstein weist auf die Geschichte des Ortes und die Zerstörung des Vorgängerbaus des Schlosses Grimmenstein hin. Der Name wurde dem Schloss 1646 gegeben und ist bereits seit 1642 nachweisbar.
Ebenfalls im Jahre 1650 errichtete Herzog Ernst der Fromme in Räumen des Westflügels des Schlosses Friedenstein die Münzstätte Gotha für sein Herzogtum Sachsen-Gotha. Von 1654 bis 1672 wurde das Schloss befestigt. Die riesigen Ausmaße des Schlosses erklären sich dadurch, dass Herzog Ernst I. nicht nur Wohn- und Repräsentationsräume, sondern auch Verwaltungen, Wirtschaftsräume, Zeughaus, Münze und Kirche unter einem Dach haben wollte. In der Zeit bis 1675 diente das Schloss als fürstliche Residenz für Herzog Ernst I. Von 1640 bis 1894 war es Residenz und Verwaltungssitz des Herzogtums Sachsen-Gotha.

### Friedrich II. von Sachsen-Gotha und Altenburg
In den Jahren 1708 bis 1711 ließ sich Herzog Friedrich II. von Sachsen-Gotha-Altenburg (1676–1732) östlich unterhalb der Festungsanlagen des Schlosses Friedenstein, an der Allee vor dem Siebleber Tor, das barocke Schloss Friedrichsthal als Sommerpalais erbauen.

### Ernst II. und die letzten Herzöge der Linie Sachsen-Gotha und Altenburg
Nach den Vorstellungen Ernsts II. entstand bereits vor seiner Regentschaft ab 1765 südlich des Schlosses Friedenstein der erste neu geplante Englische Garten auf dem europäischen Kontinent.
Während seiner Regentschaft (1772–1804) wurden die Festungsanlagen abgetragen und die überschütteten ehemaligen Befestigungswerke verwendete man zur Erweiterung des Schlossparks. Die Kasematten der Befestigungsanlagen blieben erhalten, wenn auch größtenteils verfüllt.
Eine kleine Interims-Sternwarte (bis zum Bezug der Seeberg-Sternwarte), ein Physikalisches Kabinett und ein ständiges Theater (das Ekhof-Theater) wurden im Schloss eingerichtet. Die Sammlungen und die Bibliothek ließ Ernst II. ergänzen. Letzteres erfolgte auch unter seinen Nachfolgern August (1804–1822) und Friedrich IV. (1822–1825). Mit dem Aussterben der Linie Sachsen-Gotha-Altenburg ging das Schloss Friedenstein an die neugegründete Linie Sachsen-Coburg und Gotha über. Durch eine testamentarische Verfügung, die durch Bernhard von Lindenau initiiert wurde, verblieben die alten Sammlungen in Gotha.

### Ernst II. von Sachsen-Coburg und Gotha
Herzog Ernst II. ließ zwischen 1864 und 1879 das Herzogliche Museum erbauen, welches einen bedeutenden Teil der kunsthistorischen und naturkundlichen Sammlungen aufnahm und der Öffentlichkeit zugänglich machte. Die immer noch sehr bedeutenden Herzoglichen Kunstsammlungen auf Schloss Friedenstein und im Herzoglichen Museum wurden erstmals zwischen 1879 und 1890 von ihrem ersten Direktor Carl Aldenhoven inventarisiert und dokumentiert. Das Appartement westlich des Thronsaals, einst Quartier Ernsts des Frommen, diente dem Haus Sachsen-Coburg und Gotha bis 1945 als Wohnung.

### Zweiter Weltkrieg und Nachkriegszeit
Während des Zweiten Weltkriegs diente ein Teil der Kasematten als bombensichere Luftschutzräume für die Bevölkerung der Gothaer Innenstadt. In dieser Zeit entstand der Zugang „Kasematten“. Die Kunstsammlungen wurden in Schutzorte ausgelagert. Nach dem Einmarsch der 3. US-Armee im April 1945 kam es bereits zu Hunderten von Diebstählen. Als die Rote Armee im Juli 1945 einrückte, wurde der gesamte restliche Bestand der Gothaer Kunstsammlungen, die Bibliothek mit 330.000 Hand- und Druckschriften und das Münzkabinett beschlagnahmt und im Frühjahr 1946 als Ausgleich für die von der Wehrmacht angerichteten Schäden in Russland in die Sowjetunion abtransportiert. Von dieser Kriegsbeute kehrte 1958/59 der größte Teil zurück. Darunter befand sich mit dem Gothaer Liebespaar das berühmteste Stück der Gothaer Sammlungen.
Im November 2023 wurde bei Sanierungsmaßnahmen eine eingemauerte Flaschenpost aus dem Jahr 1891 gefunden, welche von den damaligen Bauarbeitern für die Nachwelt hinterlassen worden war. Neben Informationen zum damaligen Umbau fanden sich in der Nachricht Hinweise zu Ereignissen und Lebensmittelpreisen aus der Zeit. Etwa ein Verweis darauf, dass die Räume für die „gothaische Geldlotterie“ mit vier Ziehungen pro Jahr genutzt worden waren.

### Kunstdiebstahl von Gotha
In der Nacht vom 13. zum 14. Dezember 1979 wurden aus dem Schloss fünf wertvolle Gemälde gestohlen: Frans Hals (Brustbild eines jungen Mannes), Anthonis van Dyck (Selbstbildnis mit Sonnenblume), Jan Lievens (Alter Mann), Jan Brueghel der Ältere (Landstraße mit Bauernwagen und Kühen) und Hans Holbein der Ältere (Heilige Katharina). Eine 30-köpfige Ermittlergruppe der DDR-Kriminalpolizei ermittelte vergeblich. Im Dezember 2019 wurde bekannt, dass die fünf Gemälde wieder aufgetaucht sind. Gestohlen wurden sie 1979 offenbar von dem Lokführer Rudi Bernhardt, einem Stasi-Opfer, das es der Obrigkeit heimzahlen wollte.

## Gegenwart

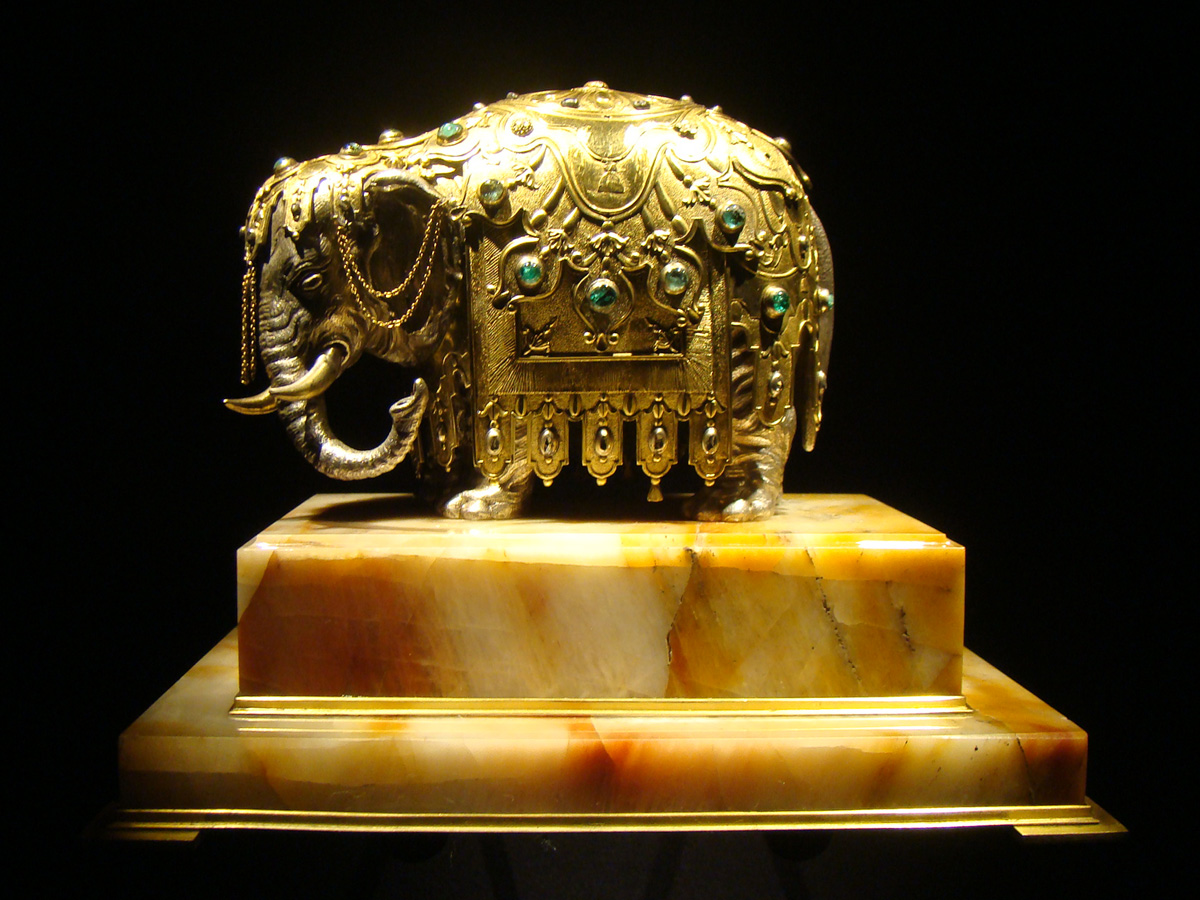
Gothaer Elefant (um 1720), Schlossmuseum (Kunstkammer)

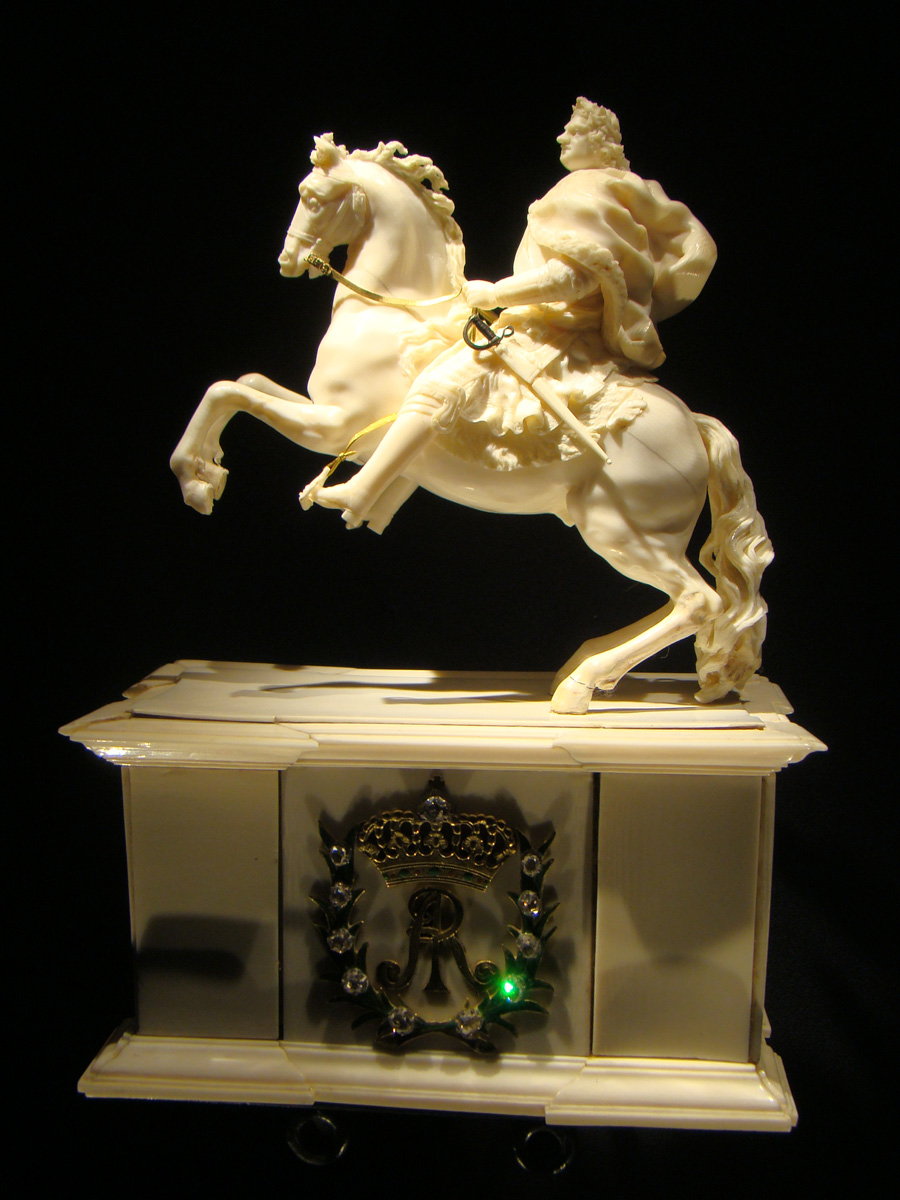
Reiterstatuette Augusts des Starken (um 1715/20), Schlossmuseum (Kunstkammer)

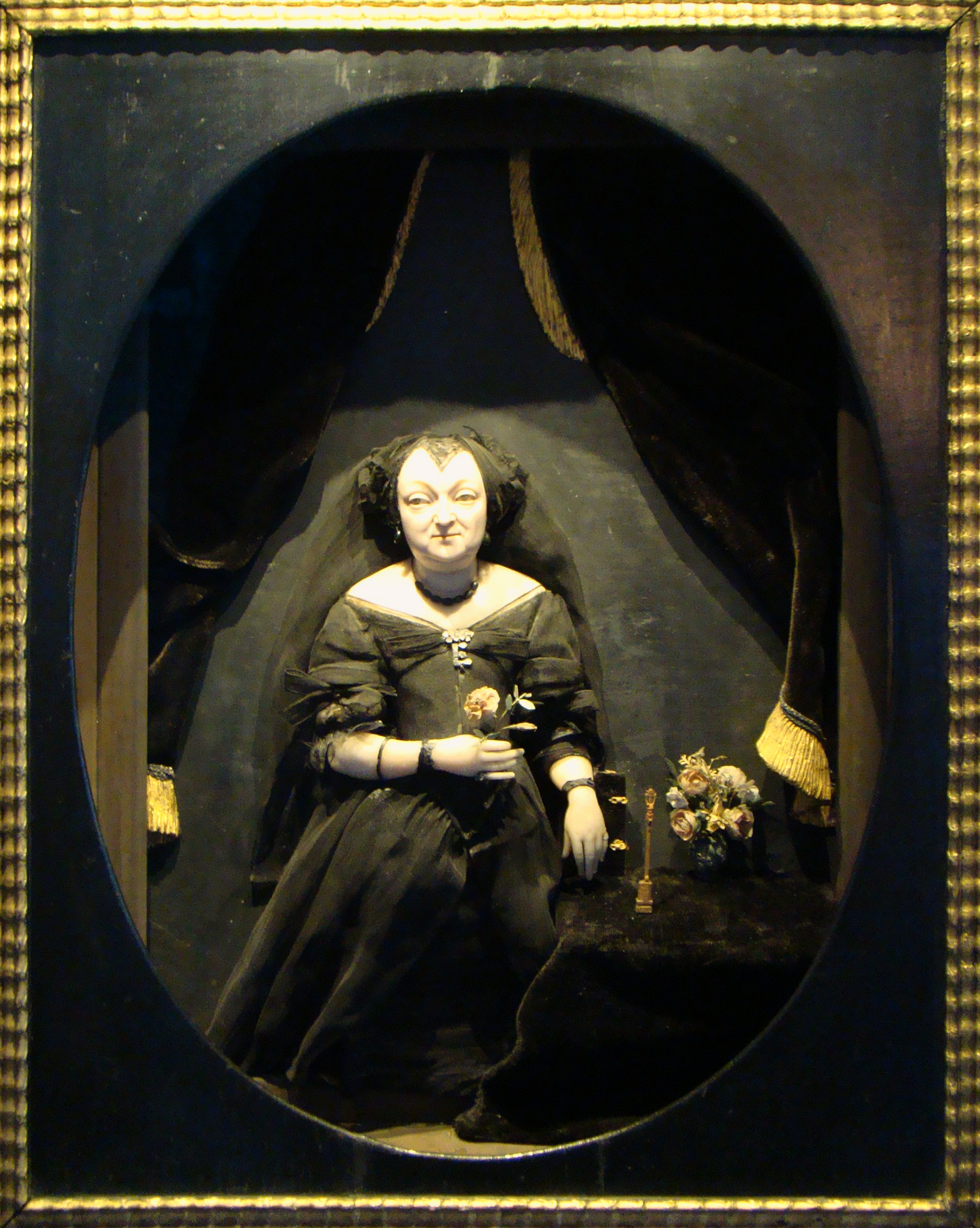
Wachsporträt von Herzogin Elisabeth Sophie von Sachsen-Gotha-Altenburg (um 1675/80), Schlossmuseum (Kunstkammer)

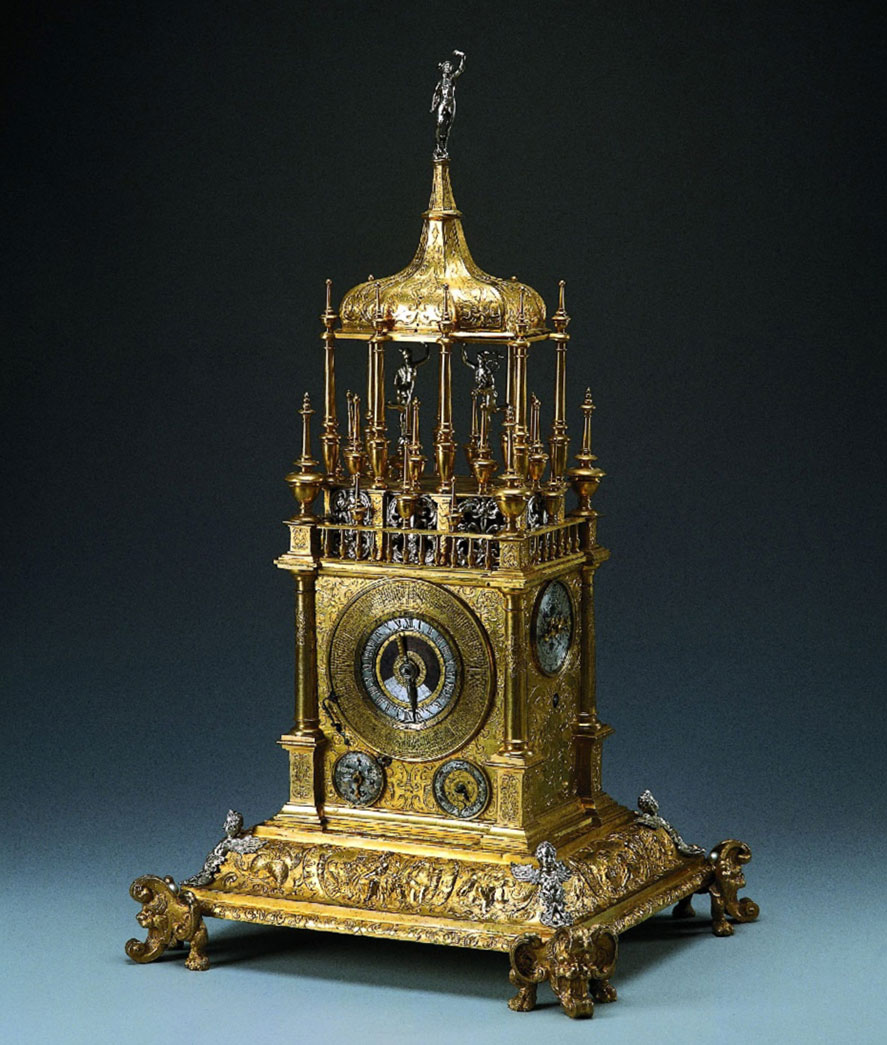
Astronomische Tischuhr (1647), Schlossmuseum

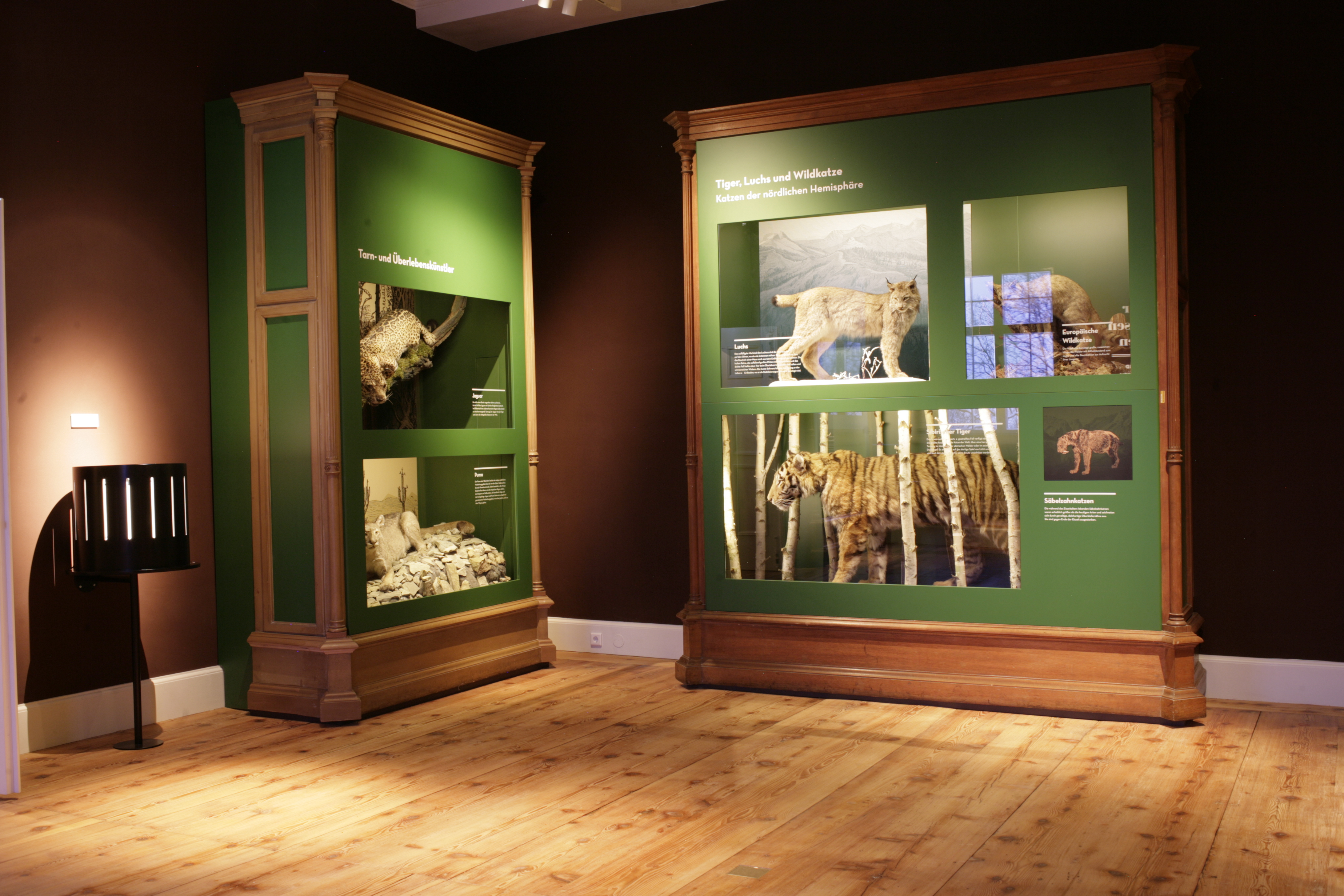
Dauerausstellung Tiere im Turm, Museum der Natur

### Museen und Einrichtungen
- Das Schlossmuseum Gotha umfasst die ehemaligen herzoglichen Wohn- und Repräsentationsräume.
- Die Kunstkammer innerhalb des Schlossmuseums zeigt unter anderem Kunstwerke aus Elfenbein, Bernstein, Silber und Email von internationalem Rang.
- Das Münzkabinett Gotha gehört mit 130.000 Objekten zu den bedeutendsten Sammlungen in Deutschland. Die Münzsammlung hat seit 2007 mit dem Neuen Münzkabinett im Westflügel wieder eine öffentlich zugängliche Ausstellung.
- Das Museum der Natur mit derzeit einer Ausstellung „Tiere im Turm“
- Das Ekhof-Theater mit der ältesten funktionierenden barocken Bühnenmaschinerie
- Das Historische Museum (ehem. Museum für Regionalgeschichte und Volkskunde) befindet sich derzeit im Umbau.
- Die Forschungsbibliothek Gotha schließt den Grundbestand der früheren Schlossbibliothek ein und ist eine der bedeutendsten nationalen Bibliotheken mit historischen Beständen des 16. bis 18. Jahrhunderts.
- Das Forschungszentrum Gotha der Universität Erfurt für kultur- und sozialwissenschaftliche Studien befindet sich im historischen Pagenhaus des Schlosses.
- Die Schlosskirche
- Die Kasematten sind teilweise im Rahmen einer Führung zugänglich.

Seit 2001 findet alljährlich am letzten Augustwochenende in und um Schloss Friedenstein das Gothaer Barockfest statt. Unter dem Motto „Vive la joie!“ (Es lebe die Freude) lassen über 100 Laiendarsteller die Zeit Herzog Friedrichs III. von Sachsen-Gotha-Altenburg wieder aufleben. Das heute größte Barockfest Mitteldeutschlands ist aus dem 1988 erstmals abgehaltenen Museumsfest hervorgegangen.
Nach einem langjährigen Restitutionsstreit mit dem Haus Sachsen-Coburg und Gotha schuf 2001 die investive gütliche Einigung zwischen dem Land Thüringen und dem Haus Sachsen-Coburg-Gotha bzw. seinen Stiftungen Rechtssicherheit für das Schloss und die darin befindlichen Sammlungen. Am 1. Januar 2004 wurden das Schloss, der Park und die Orangerie an die Stiftung Thüringer Schlösser und Gärten übertragen. Zum gleichen Zeitpunkt wurde die Stiftung Schloss Friedenstein Gotha unter der Trägerschaft der Stadt Gotha und des Freistaats Thüringen gegründet. Diese Stiftung vereint die Sammlungen des Schlossmuseums, des Historischen Museums, des Museums der Natur, sowie des Herzoglichen Museums und hat den Auftrag, die Sammlungen zu erhalten und der Öffentlichkeit zugänglich zu machen.
Seit 2013 werden durch die KulTourStadt Gotha GmbH regelmäßig Führungen durch die Kasematten angeboten. Bei einem Rundgang im unterirdischen Festungsbau in bis zu 14 m Tiefe können Besucher nun wieder die Schartenkammern, die Büchsengalerien, die Hinterwehre und die Konterminenschächte betrachten. Der Bauhistoriker Udo Hopf und ehrenamtliche Mitstreiter legten zwischen 2001 und 2003 etwa 300 Meter der Nordostbastion frei, die aufgrund des symmetrischen Aufbaus der Anlage eine gute Vorstellung von der Gesamtkonzeption vermitteln.

### Barockes Universum Gotha
Die weltweite Einzigartigkeit des barocken Erbes in Gotha besteht nicht nur aus den Repräsentationsräumen im Schloss, dem Ekhof-Theater, dem Herzoglichen Museum, dem Schlosspark und der Orangerie. Sondern auch aus den kunstgeschichtlichen, historischen und naturkundlichen Sammlungen, die seit über 350 Jahren an einem Ort aufbewahrt werden.
Im Zuge einer Neukonzeption der Gothaer Museumslandschaft zum „Barocken Universum Gotha“ wird diese mit ihren Sammlungen seit 2010 schrittweise umstrukturiert. So eröffnete im Dezember 2009 auf Schloss Friedenstein die neue Kunstkammer. Das zuvor über Jahrzehnte als Museum der Natur genutzte ehemalige Herzogliche Museum wurde im Oktober 2013 wieder seiner ursprünglichen Bestimmung übergeben. Im nunmehrigen Herzoglichen Museum Gotha werden seither die bedeutendsten Teile der vielfältigen Kunstsammlungen der Gothaer Herzöge, darunter die Gemäldesammlung (u. a. mit dem Gothaer Liebespaar und Gemälden von Lucas Cranach), die Ägypten- und Antikensammlung, Porzellane und Skulpturen gezeigt.
Das Museum der Natur, mit den Ausstellungsbereichen Thüringer Wald und Ursaurier, wurde in die Räume von Schloss Friedenstein verlagert. Die erste Dauerausstellung mit dem Titel „Tiere im Turm“ ist seit Dezember 2010 im Westturm des Schlosses zu sehen. In Zukunft wird die Ausstellung um drei weitere Ausstellungsbereiche erweitert. Parallel dazu wurden die historischen Gebäude des 1785 gegründeten Verlages Justus Perthes in der Justus-Perthes-Straße 3–9 von 2012 bis 2014 zum Perthes-Forum umgebaut. Die Baumaßnahmen mit einer Fläche von rund 11.000 m² (€ 18,2 Mio.) wurden im November 2014 fertiggestellt. Das Perthes-Forum hat die bisher im Schloss untergebrachten Depoträume und Werkstätten der Restauratoren, die Bibliothek und das Archiv, ergänzt um einen Lesesaal, aufgenommen, sowie umfangreiche Depotbestände der Forschungsbibliothek Gotha, einschließlich der Sammlung Perthes Gotha, sowie das Thüringische Staatsarchiv Gotha. Das Staatsarchiv geht unmittelbar auf das 1641 gegründete herzogliche Staatsarchiv von Sachsen-Gotha zurück.
2017 unterzeichneten Kulturstaatsministerin Monika Grütters und der Thüringer Kultusminister Benjamin-Immanuel Hoff ein Finanzierungsabkommen in Berlin, das eine Sanierung von Schloss Friedenstein und des Schlossparks vorsieht. Insgesamt werden dafür 60 Millionen Euro in einem Zeitraum von 15 Jahren bereitgestellt. Die komplexen Baumaßnahmen sind in vier Abschnitte unterteilt, die Planungssicherheit geben und unnötige Kostenerhöhungen und Terminverzögerungen vermeiden sollen.

## Architektur

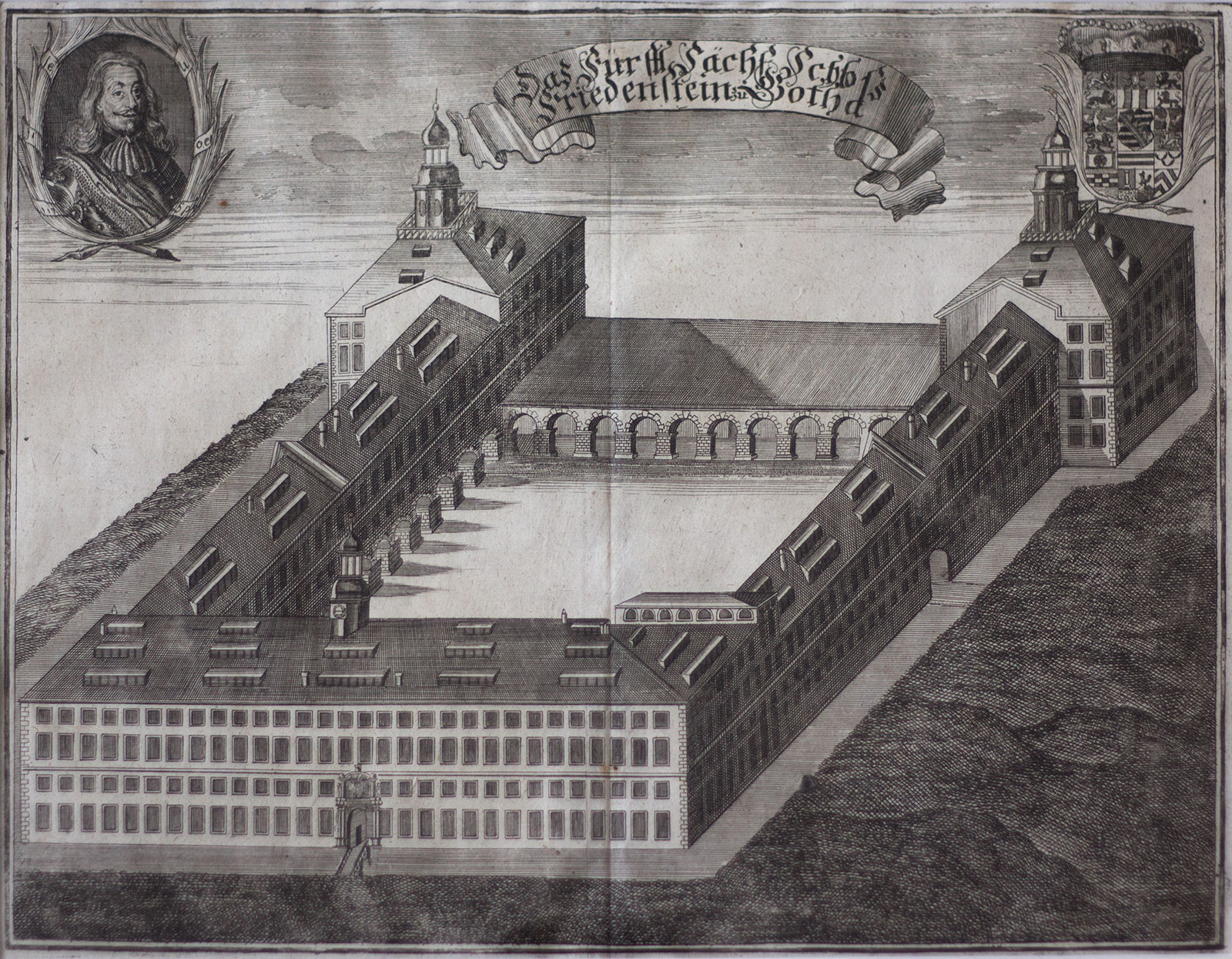
Schloss Friedenstein mit den ursprünglichen Turmhauben vor dem Brand 1678

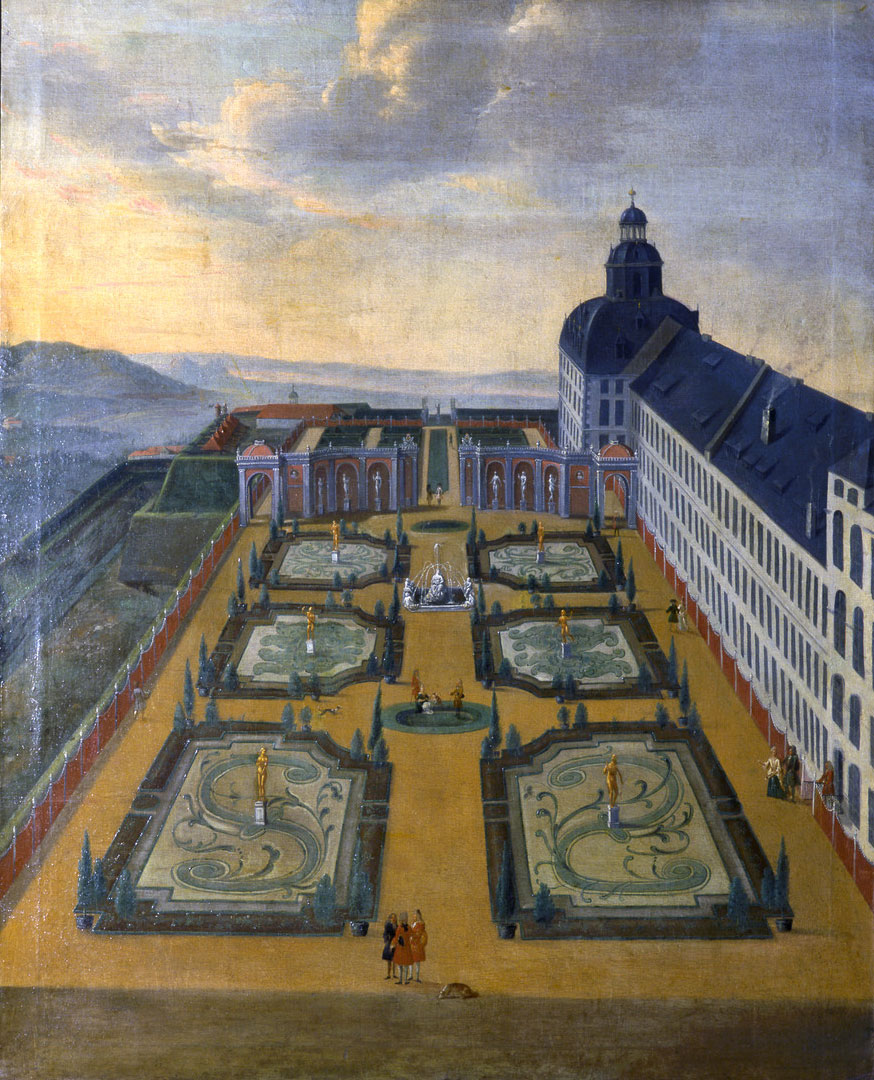
Ostflügel von Schloss Friedenstein mit Barockgarten, nach 1696

Mit Schloss Friedenstein entstand in rund 13 Jahren eine frühbarocke Vierflügelanlage auf einem Plateau oberhalb der Stadt Gotha, die zwischen 1655 und 1663 mit einer Bastionärbefestigung umgeben wurde. Die Länge des Nordflügels beträgt 100 Meter und die gesamte Länge der Ost- und Westfassade jeweils 140 Meter. Schloss Friedenstein wurde stark von der italienischen und französischen Schlossbauarchitektur geprägt. Aus einem viergeschossigen Hauptflügel, zwei dreigeschossigen Seitenflügeln, zwei pavillonartig gebildeten viergeschossigen Türmen und einem eingeschossigen Südflügel wurde ein mächtiger Universalbau geschaffen. Die beiden großen Treppenhäuser wurden jeweils gelenkartig am Übergang vom Hauptflügel zum Seitenflügel errichtet.
Die beiden Türme hatten anfangs beide Pyramidendächer, die mit Hauben gekrönt wurden. Ein Brand zerstörte 1678 den Ostturm, daraufhin setzte man 1684 ein Kuppeldach mit Haube auf den Turm. Mittig auf dem Walmdach des mächtigen Nordflügels befand sich bis in das 18. Jahrhundert ein Dachreiter mit einer Uhr und zwei Zifferblättern, die jeweils zur Stadt und zum Schlosshof ausgerichtet waren.
Der Schlossbau erhielt durchgehende Galerien und Brandmauern, welche damals als bautechnische Neuerungen galten. Schloss Friedenstein wurde, wie von Herzog Ernst I. gewünscht, als Zentralbau geplant, der unter einem Dach alle wesentlichen Funktionalbereiche von Behörden, Wirtschaft- und Versorgungseinrichtungen, Münzstätte, Zeughaus, Marstall und Kirche bis zu den Wohn- und Repräsentationsräumen, Bibliothek, Kunstkammer und Komödiengemach vereinigte.
Im Nordflügel der als Corps de logis fungierte, wurde die Schlosskirche, die Hofstube, der große Saal und die fürstlichen Appartements untergebracht. In den oberen Etagen der Seitenflügel befanden sich die Tafelstuben und Gästegemächer sowie andere sekundäre Räumlichkeiten. Im Ostturm, brachte man im Erdgeschoss einen Teil des Zeughauses unter. Die Obergeschosse nahm der Hohe Saal ein, der bis in das offene Dachwerk reichte. Der Westturm nahm im Erdgeschoss das Ballhaus und in den beiden obersten Geschossen das Komödiengemach, die Kunstkammer und die Bibliothek auf. Der Südflügel zwischen den beiden Türmen wurde bis gegen Ende des 18. Jahrhunderts als Reithaus genutzt und danach bis auf den Arkadengang zurückgebaut. Neben dem östlichen Seitenflügel befand sich zudem bis zum Ende des 18. Jahrhunderts ein Lustgarten. Über die Jahrhunderte veränderten sich die Funktionen und Räumlichkeiten des Friedensteins, so wurde beispielsweise im Oststurm die Bibliothek untergebracht und im Westturm baute man das Ballhaus in ein Hoftheater um.

### Außengestaltung
Die Fassade von Schloss Friedenstein ist schlicht gehalten und wird durch eine strenge axiale Fensteranordnung geprägt. Schmückende Elemente sind Eckrustizierungen, die Sandsteinrahmen der Fenster und das Gurtgesims zwischen erstem und zweitem Obergeschoss, das Tor zum ehemaligen Zeughaus, sowie das Schlosskirchenportal, welches zum größten Teil eine Spolie des Renaissanceschlosses Grimmenstein ist. Zudem sind weitere Spolien des Schlosses Grimmenstein in die Fassade eingefügt worden, die eine an der Südseite des Ostpavillons, die andere an der Westfassade des Westflügels über dem Marstalltor, beide mit Wappen von Johann Friedrich I. von Sachsen, kenntlich unter anderem an der dort noch repräsentierten, aber dann verloren gegangenen Kurwürde des Herzoghauses, die nach ihm nicht mehr im Wappen geführt wurde. Über den Wappen sind jeweils Brustbilder des Herzogs Johann Friedrich I. zu sehen, mit dem Reichsschwert als Kennzeichen des Archimareschallus und bekleidet mit dem Kurmantel mit dem typischen breiten Hermelinkragen.

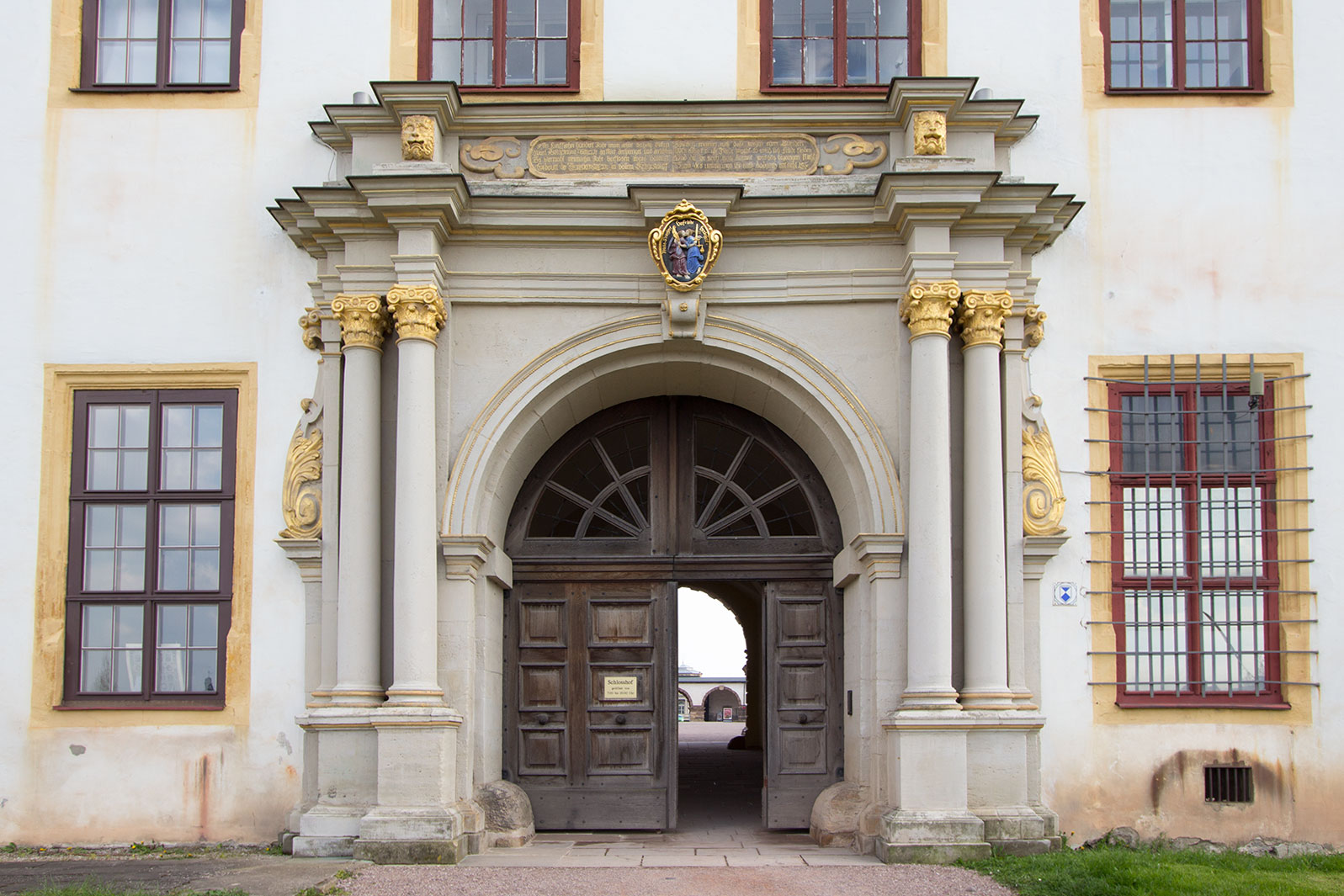
Hauptportal (nördl. Fassade)
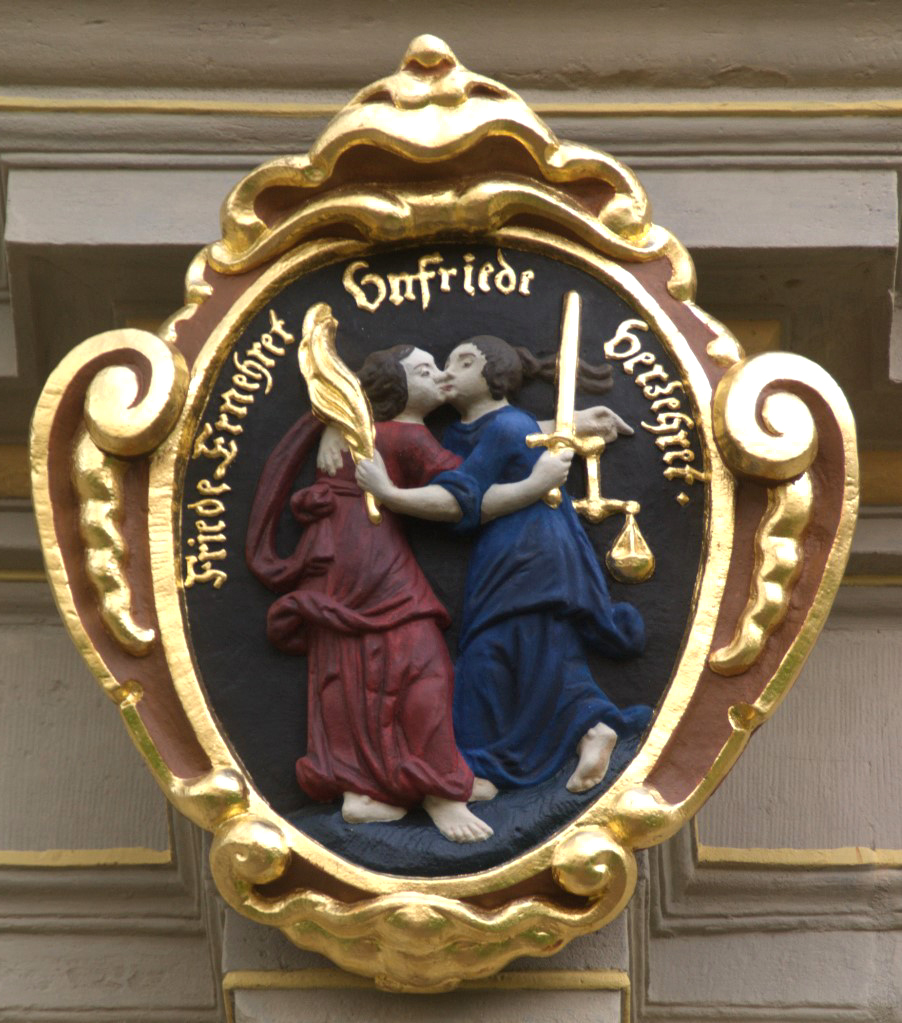
Friedenskuss (Hauptportal)
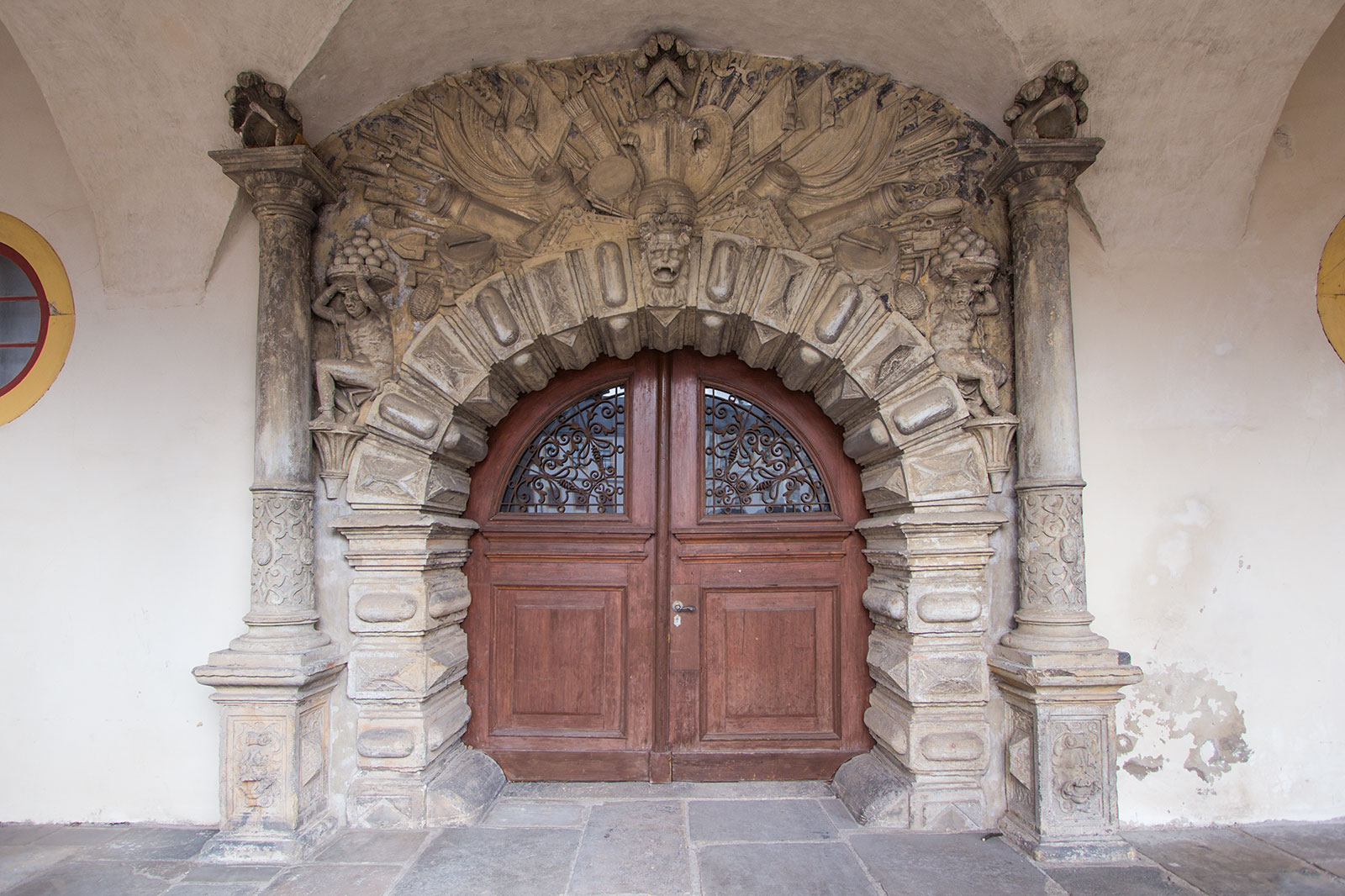
Zeughausportal (östl. Arkadengang)
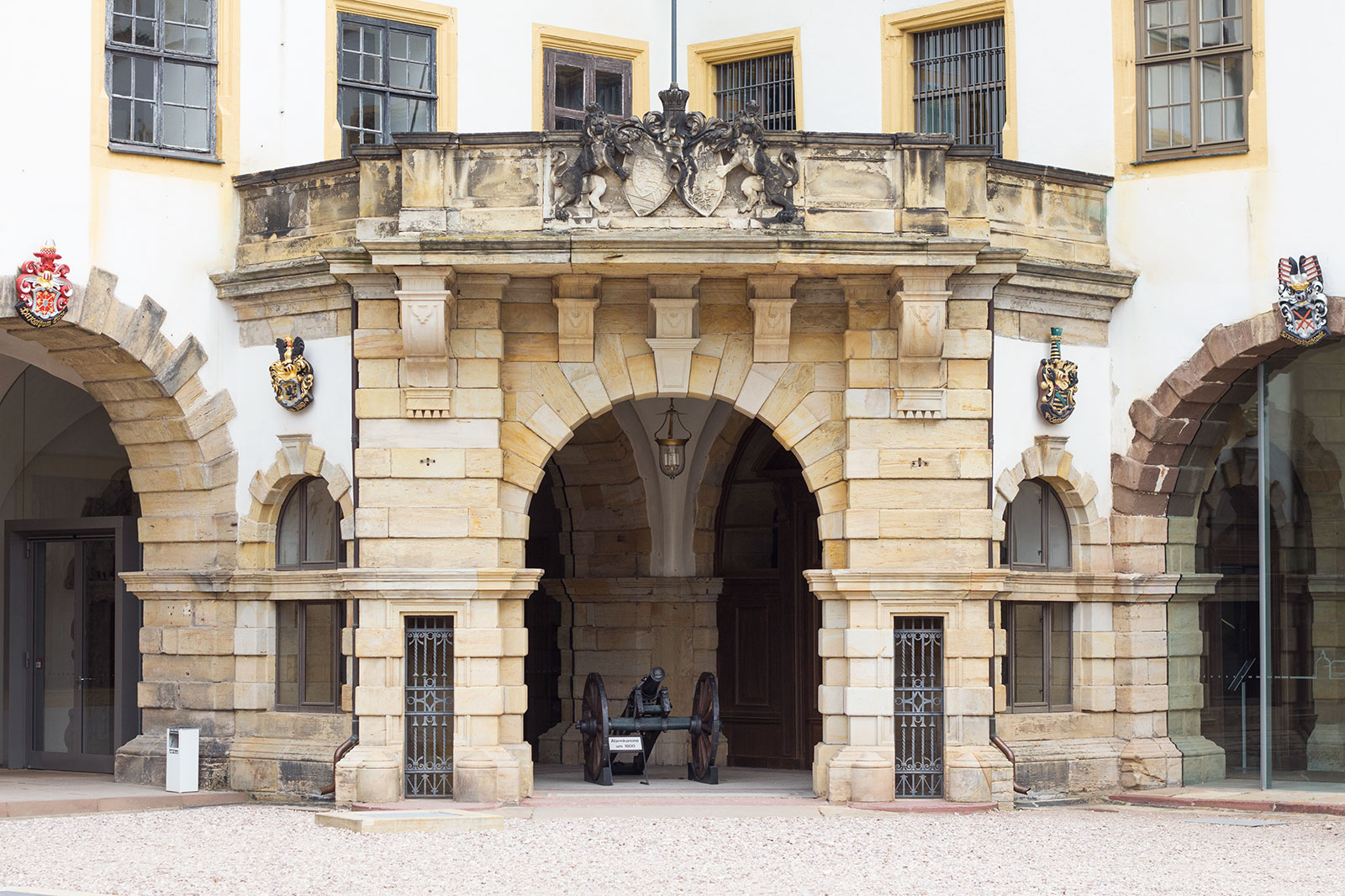
Pavillon (Schlosshof)
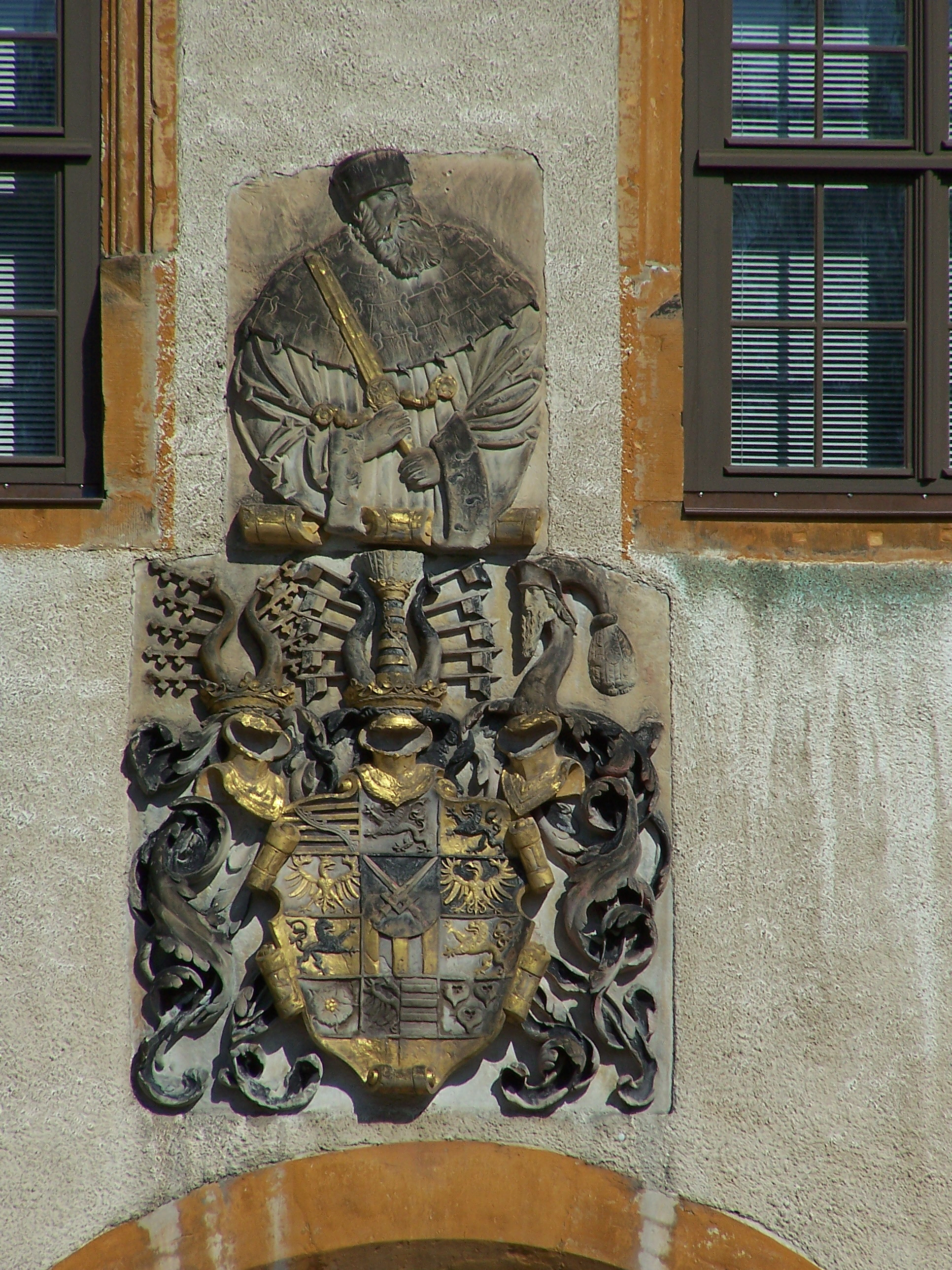
Spolie (westl. Fassade)
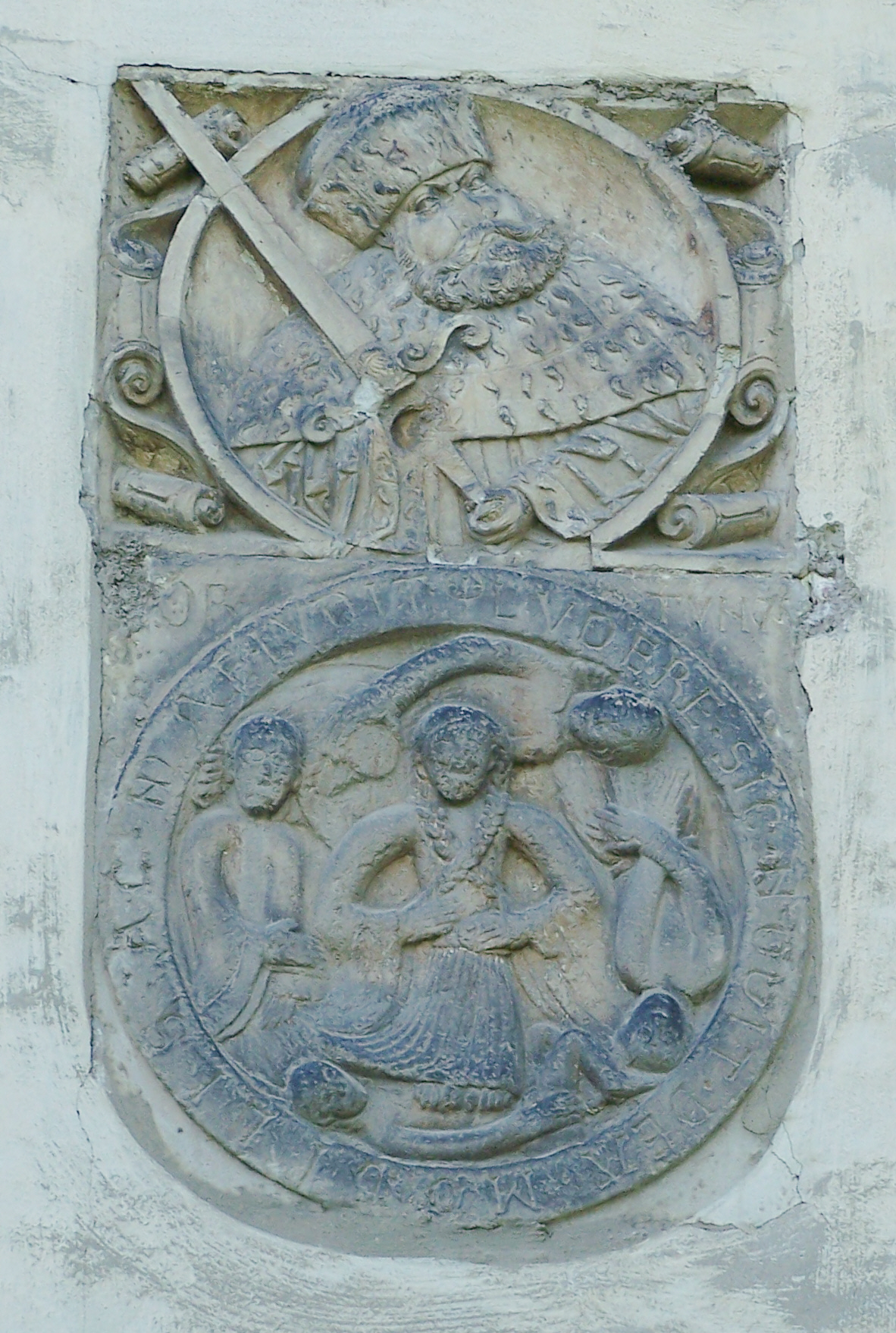
Spolie (Ostturm)

Das wohl auffälligste Schmuckelement der Fassade ist das barocke Eingangsportal mit dem Friedenskuss. Das Portal, welches von zwei korinthischen Säulen gepaart wird, ist nicht mehr in seinem Ursprungszustand erhalten. Einst befand sich oberhalb der Attika eine Bekrönung, der sogenannte Auszug. Der Herzog ließ 1650 eine allegorische Darstellung am Hauptportal anbringen, die auf den Westfälischen Frieden Bezug nimmt. Die Umschrift lautet Friede ernehret, Unfriede verzehret und ist die wörtliche Wiedergabe des Wahlspruchs von Herzog Johann Kasimir von Sachsen-Coburg, der diese bereits an seinem Schloss Ehrenburg in Coburg anbringen ließ.
Der Schlosshof wird von Arkadengängen umlaufen. Die Arkadenbögen wurden von jeweils einem Sandsteinwappen geschmückt. Diese insgesamt 54 Wappen sind über den Schlusssteinen der Arkaden befestigt und weisen auf die vollständige Titulatur des Herzogshauses hin. Im Einzelnen handelt es sich gemäß der Beschriftung unter den Wappen um die Herrschaft Torgau, die Grafschaft Gleichen, die Grafschaft Arnshaugk, die Grafschaft Stolberg, die Grafschaft Beichlingen, die Grafschaft Orlamünde, die Grafschaft Mansfeld, die Burggrafschaft Kirchberg, die Grafschaft Reinsberg = Bieberstein, die Herrschaft Tautenburg und die Herrschaft Salza (Südgalerie), die Grafschaft an der schmalen Gera, die Grafschaft Berka, die Grafschaft Groitzsch, die Grafschaft Gleisberg, die Herrschaft Plauen, die Herrschaft Apolda, die Herrschaft Niederroßla, eine Fehlstelle, die Herrschaft Leuchtenburg, die Herrschaft Lobdeburg, die Herrschaft Rosenburg, die Herrschaft Eulenburg, die Herrschaft Wolkenstein, die Grafschaft Ravensberg, die Grafschaft Mark und die gefürstete Grafschaft Henneberg (Westgalerie), die Herrschaft Eisenberg, die Regalien (Bannschild), die Burggrafschaft Altenburg, die Herrschaft Pleißen, die Pfalzgrafschaft Thüringen, die Markgrafschaft Landsberg, das Herzogtum Jülich, die Landgrafschaft Thüringen, das Herzogtum Berg, das Herzogtum Cleve und das Herzogtum Jülich (Nordgalerie) sowie um das Herzogtum Sachsen, das Erzmarschallamt und die Kurwürde, die Pfalzgrafschaft Sachsen, die Grafschaft Brehna, die Burggrafschaft Magdeburg, eine Fehlstelle, die Burggrafschaft Meißen, die Grafschaft Eckartsberga, die Grafschaft Rochlitz, die Grafschaft und Herrschaft Colditz, die Grafschaft Wettin, die Burggrafschaft Zörbig, die Grafschaft Weißenfels, eine Fehlstelle, die Grafschaft Schwarzburg und die Herrschaft Kapellendorf (Ostgalerie). 25 Wappen wurden bis heute erneuert. Vier Wappensteine fehlen komplett, einer ist doppelt (Herzogtum Jülich, einmal anstelle der Markgrafschaft Meißen, die dort eigentlich sein müsste), so dass drei Lücken in der Reihe klaffen. Der pavillonartige Anbau mit Balkon im Nordosten wurde 1896 hinzugefügt. Das Doppelwappen am Altan steht für Alfred Ernest Albert v. Sachsen-Coburg u. Gotha (sächsischer Rautenschild belegt mit Großbritannien und Label mit Cadency marks) und seine Frau, Großfürstin Marija Alexandrowna Romanowa (Kleines Wappen des Russischen Reichs).

### Innengestaltung
Schloss Friedenstein weist bedeutende Raumschöpfungen des Barocks und Klassizismus auf. Aber auch Räume aus der Erbauungszeit bis hin zum Historismus sind erhalten geblieben. Neben den Räumlichkeiten des Schlossmuseum sind auch die prächtige Schlosskirche, das Ekhof-Theater und das für Deutschland einzigartige Münzkabinett zu erwähnen.

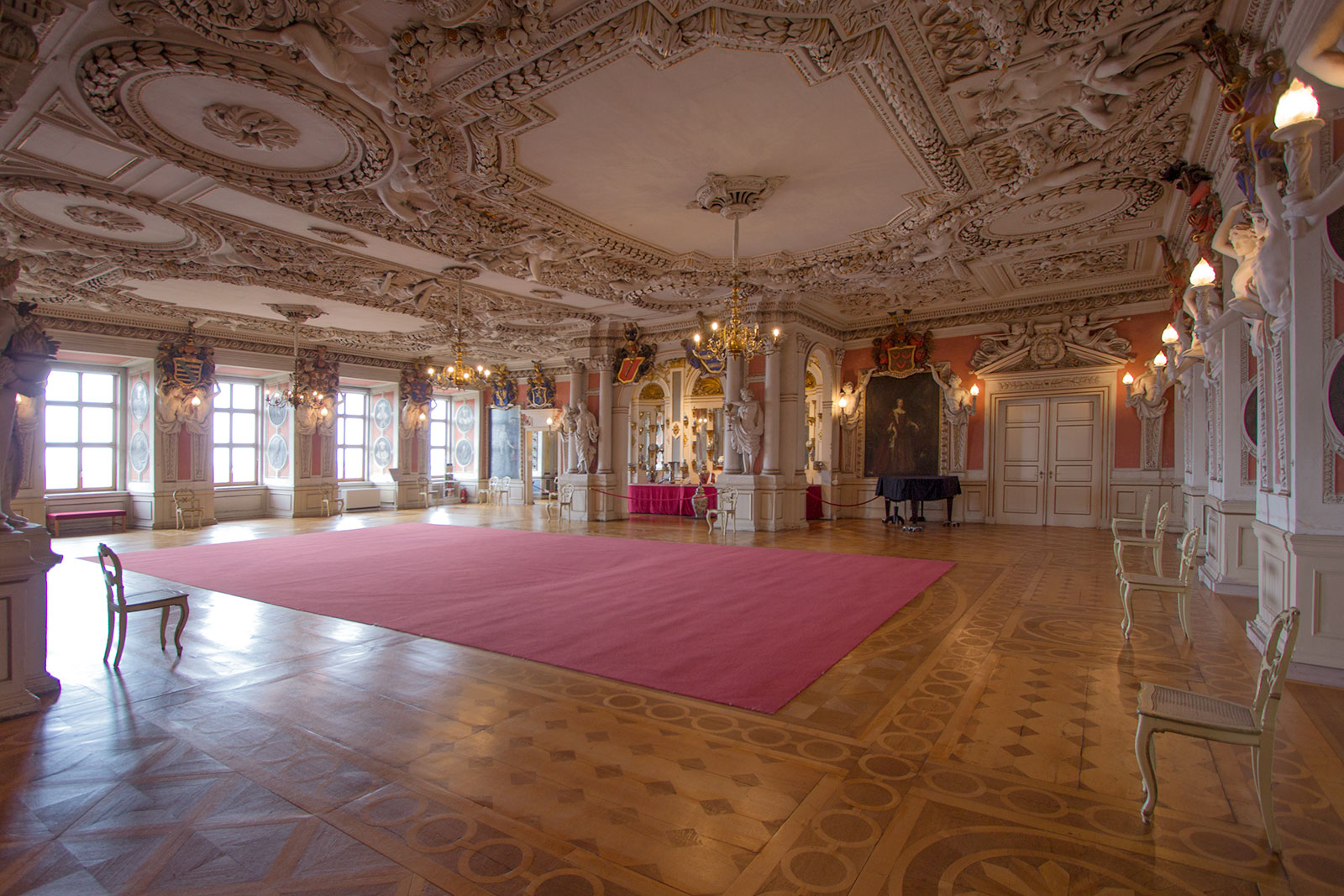
Festsaal
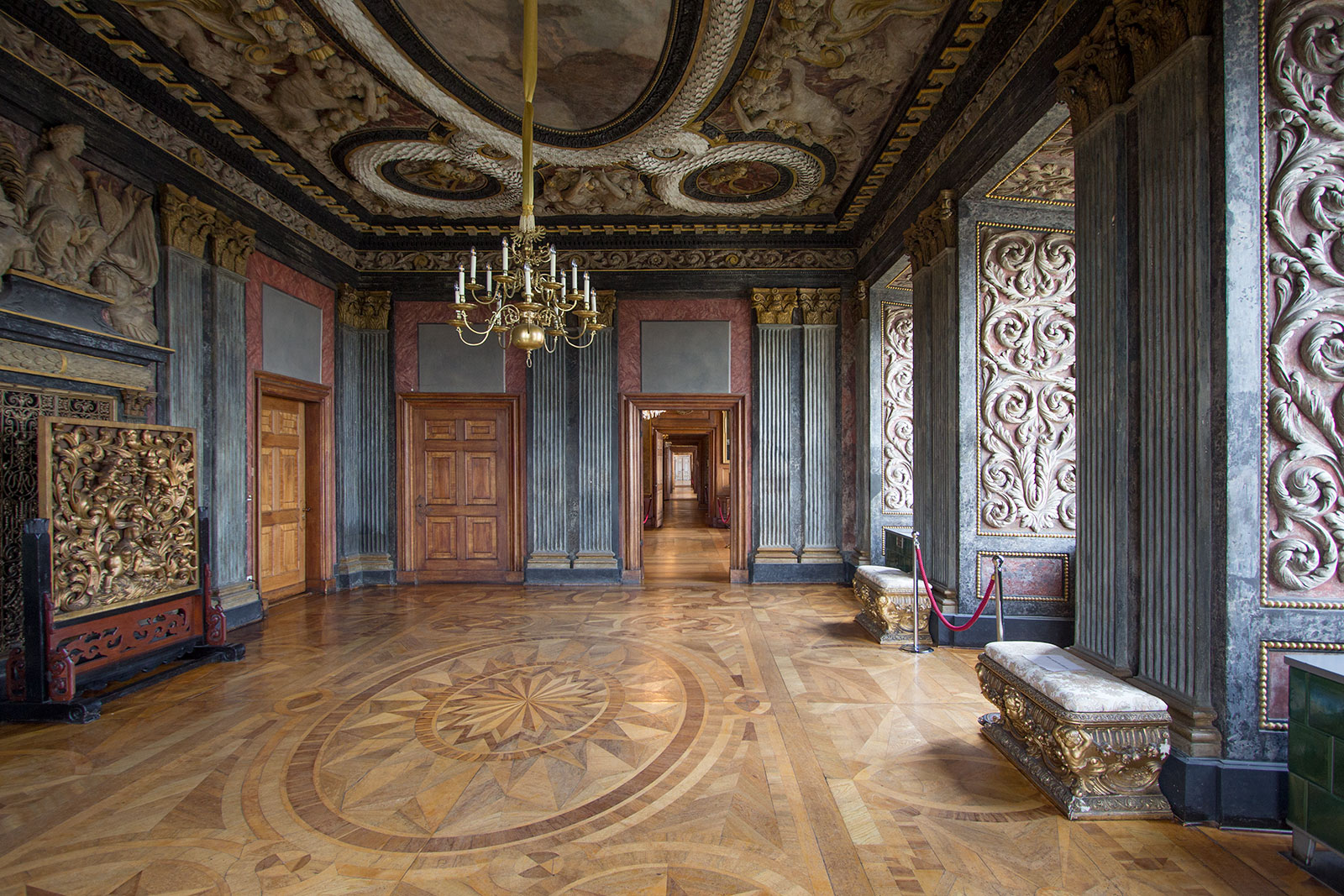
Audienzzimmer
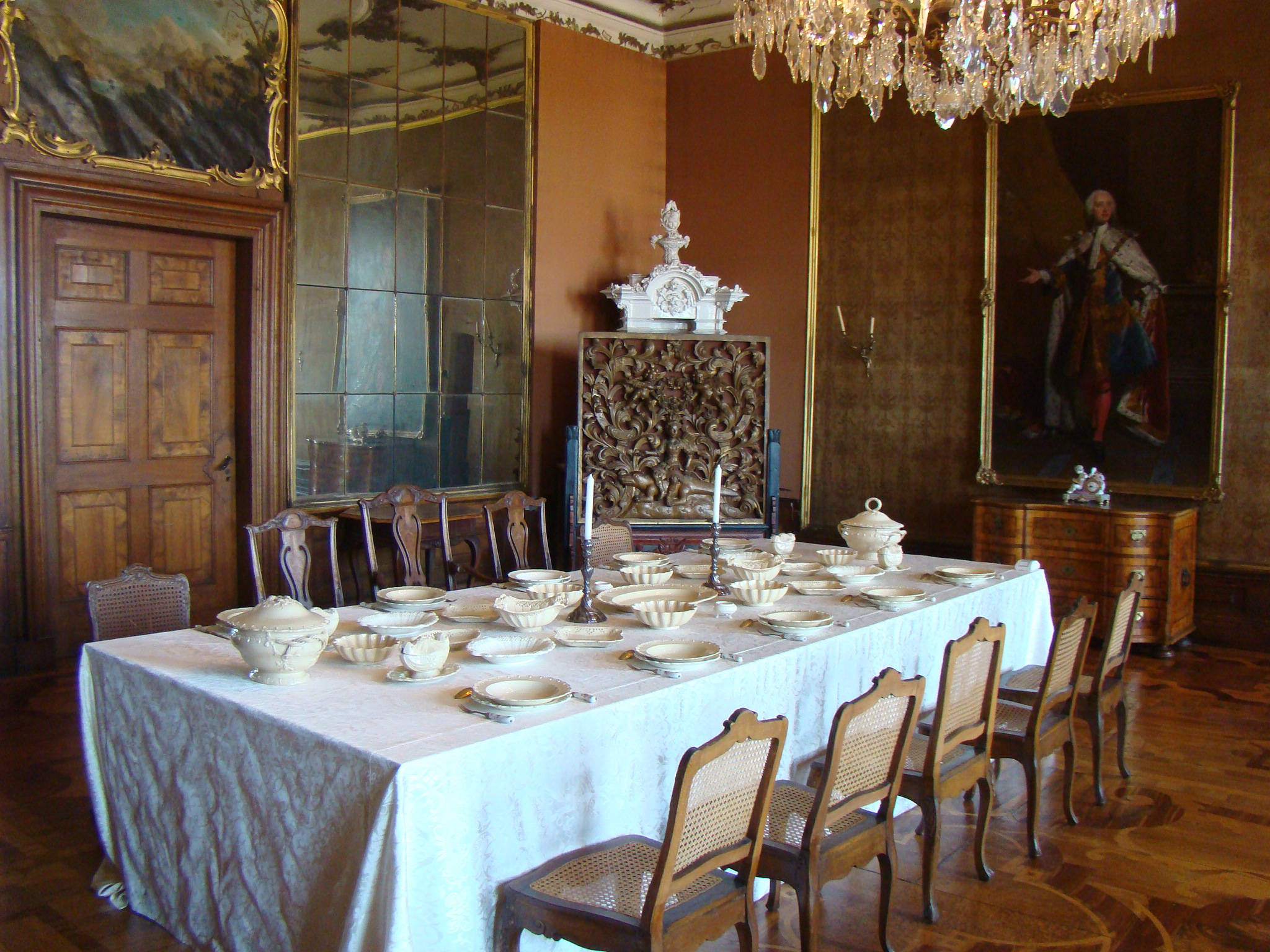
Großer Rokokosaal
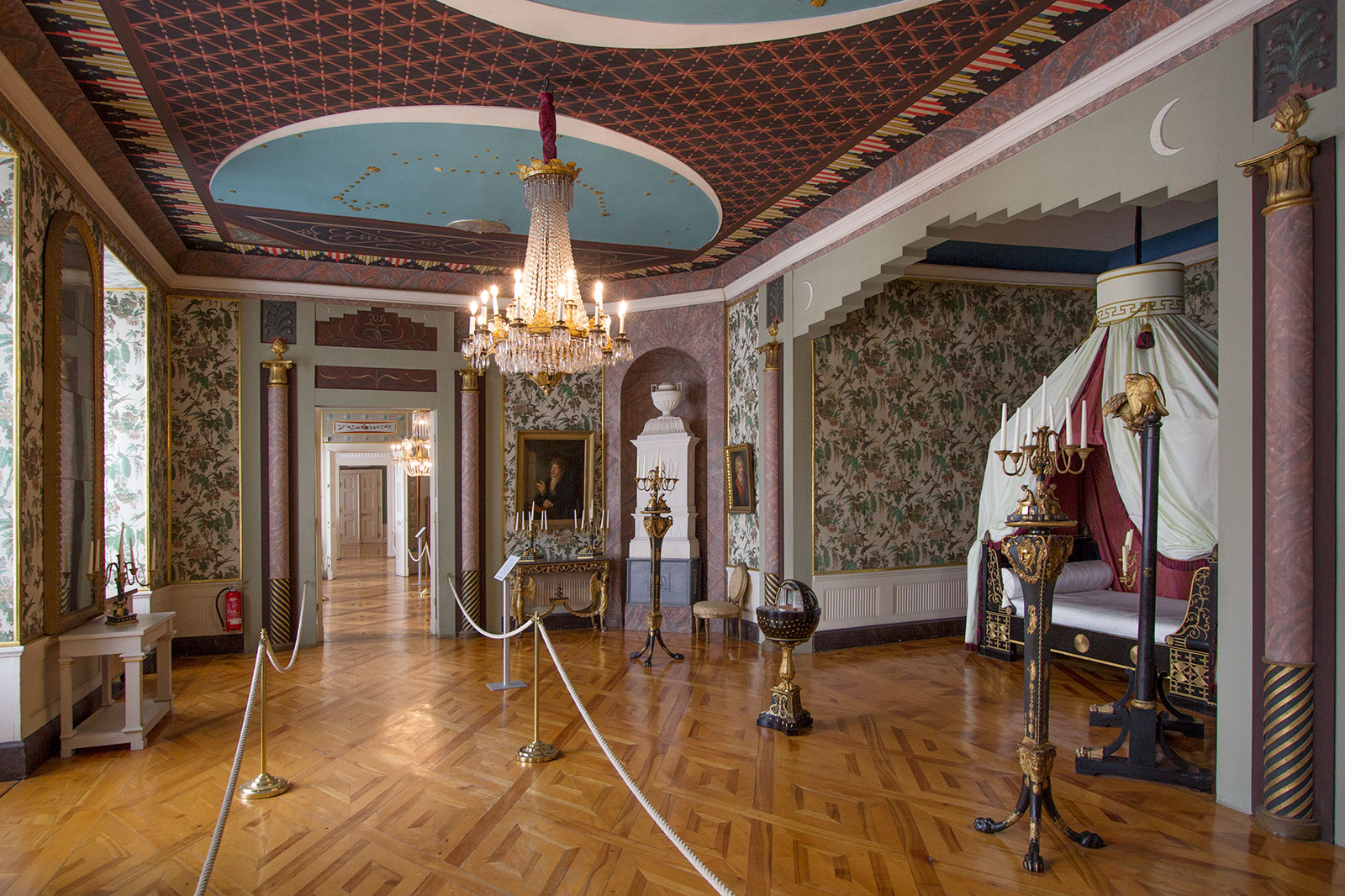
Sogenanntes Napoleonzimmer
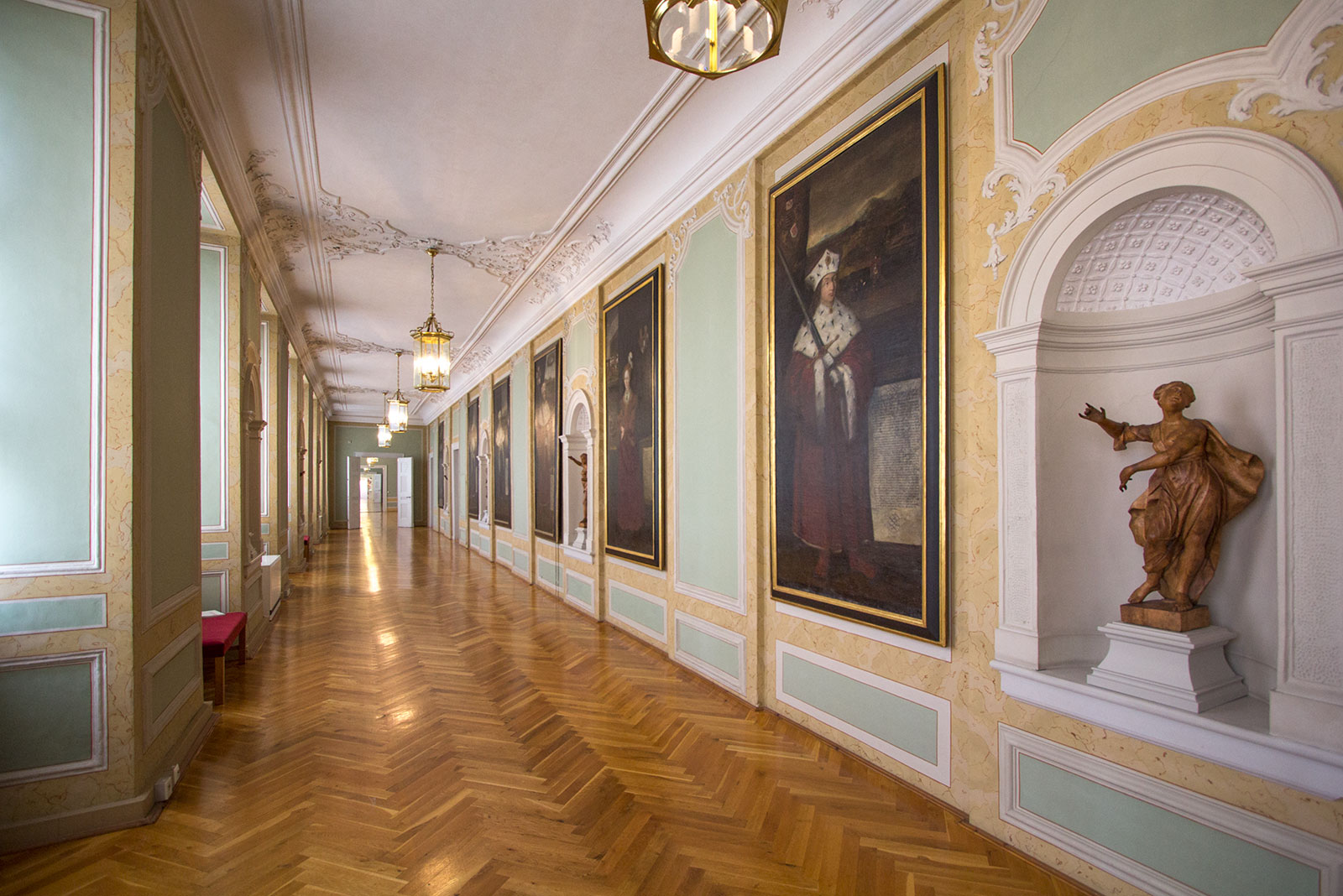
Weimarische Galerie

#### Frühbarock
Noch während der Bauarbeiten zog Ernst I. mit der herzogliche Familie 1646 vom Kaufhaus auf dem Markt in die neue Residenz. Die fertig gestellten spartanischen Gemächer lagen oberhalb der Schlosskirche. Über die Ausstattung dieser Wohnräume sind keine genauen Belege erhalten. Nur die Kirchgalerie im ersten Obergeschoss und der Gewölbesaal von 1646 blieben größtenteils in ihrem ursprünglichen Erscheinungsbild der Erbauungszeit erhalten.

#### Barock
Nach dem Tode Ernst I. ließ sein Sohn Friedrich I. die Wohnräume 1683 umbauen. Der große Saal (Riesensaal), der einst bis in das 2. Obergeschoss reichte, wurde verkleinert, um neue Gemächer zu schaffen, die mehrheitlich bis heute erhalten blieben. Friedrich I. beauftragte den italienischen Stuckateur Giovanni Caroveri (eigentlich Giovanni Battista Garove aus Bissone, Tessin) zur Ausgestaltung der Räume, darunter das Audienzzimmer und das Schlafgemach des Herzogs, die sich bis 1685 hinzog. Von 1686 mit Unterbrechungen bis 1697 waren die beiden kurbrandenburgischen Stuckateure Samuel und Johann Peter Rust in der Residenz beschäftigt. Mit dem 1697 vollendeten Festsaal war die Arbeit der beiden Stuckateure beendet. Schloss Friedenstein war damit die prächtigste Residenz im Thüringer Raum geworden. Bis auf Umbauten im Spiegelkabinett, welches nach 1730 eingerichtet wurde und Teile des wertvollen Porzellans aufnahm, blieben die Räume bis zum Ende der ersten Hälfte des 18. Jahrhunderts fast unverändert.

#### Rokoko
In der Zeit des Rokoko wurden unter Herzog Friedrich III. wenige Umgestaltungen vorgenommen. Zwischen 1747 und 1751 arbeitet Gottfried Heinrich Krohne mehrere Stuckdekor-Entwürfe für das Schloss aus, die von Pietro Augustin und Johann Michael Güldner ausgeführt wurden.

#### Klassizismus
Bereits um 1770 verlegte man die herzogliche Wohnung in den östlichen Seitenflügel. Dies geschah wohl aufgrund der schlechten Heizbarkeit der barocken Prachträume und ihres zur damaligen Zeit überholten repräsentativen Charakters. Besonders hervorzuheben sind die Fremdenzimmer, die sich an die Weimarische Galerie im westlichen Seitenflügel anschließen. Zwischen 1796 und 1799 wurden unter Ernst II. geschmackvolle und zweckmäßige Gemächer im Stile des Klassizismus eingerichtet, wie das Marmorzimmer, das Blaue Zimmer und das Dichterzimmer. Der begabte Gothaer Hofbildhauer Friedrich Wilhelm Eugen Döll schuf hier bedeutende Stuckierungen, Basreliefs und Öfen.
Unter Herzog August entstanden ab 1804 ausgefallene und teils eigenwillige Raumgestaltungen, wie das Empire-Schlafgemach, das Fliederzimmer und Laubenzimmer. Diese außergewöhnlichen Dekorationen gehen teilweise auf die Entwürfe des Herzogs zurück.

#### Historismus
Die beiden letzten Herzöge, die in Schloss Friedenstein residierten, ließen nur geringfügige Veränderungen an den Gemächern vornehmen. Es wurden unter anderem historisierende Einbauten und Imitationen barocker Ledertapeten angebracht. Außerdem baute man moderne sanitäre Anlagen in Nebengemächer ein.

## Ekhof-Theater

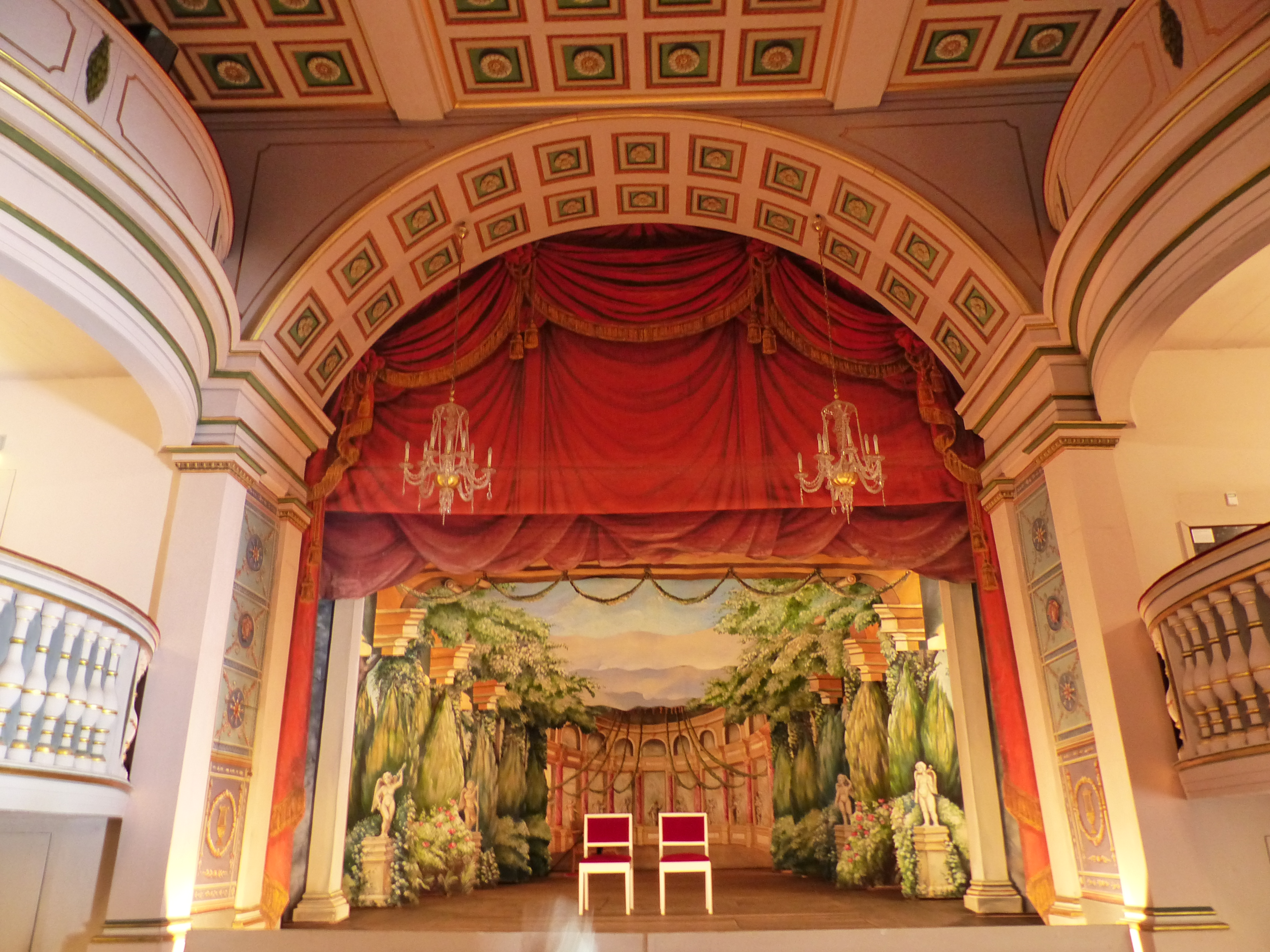
Bühne des Ekhoftheaters

Im Westturm des Schlosses befindet sich mit dem Ekhof-Theater eines der ältesten dauerhaft bespielten Theater Deutschlands. Gegründet wurde es durch Friedrich I. von Sachsen-Gotha-Altenburg (1646–1691).
Das Theater besitzt die einzige vollständige erhaltene Bühnenmaschinerie des Barocks. Sie stammt aus dem Jahre 1685.
Benannt ist das Theater nach seinem Direktor Conrad Ekhof (1720–1778).
Im Rahmen des Ekhof-Festivals finden jährlich barocke Opern- und Schauspielaufführungen statt. Das Highlight: Alle Bühnenelemente werden traditionell auf Klingelzeichen in Bewegung gesetzt, sodass sich die Bühne wie von Zauberhand verwandelt.

## Schlosskirche

### Geschichte

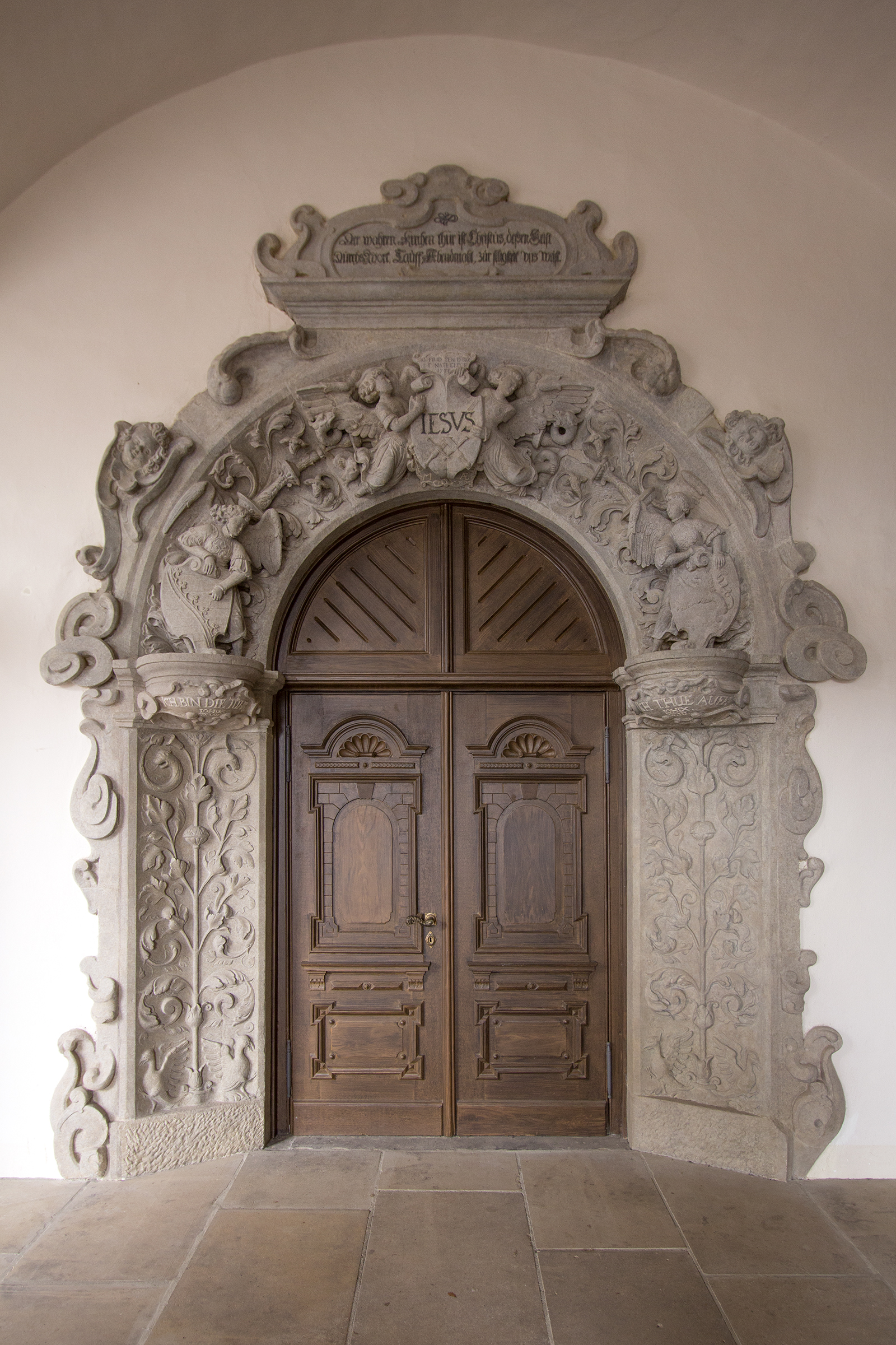
Eingang zur Schlosskirche (Spolie des Schlosses Grimmenstein, 1553)

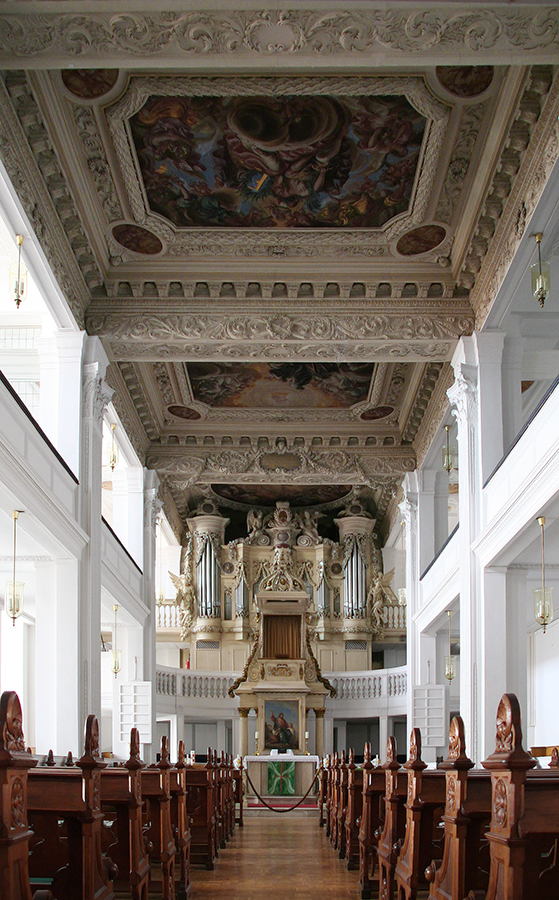
Inneres der Schlosskirche

Die Schlosskirche im Nordflügel wurde 1646 mit der Taufe des Erbprinzen Friedrich eingeweiht und bereits 1685–1697 umgebaut. Sie diente bis 1918 als Hofkirche. An der Westseite befindet sich die Fürstenloge mit der Büste Ernst des Frommen und darüber einer schwarzen, von zwei Engeln gehaltenen Tafel mit seinem Wahlspruch: In silentio et spe. Durch Stillsein und Hoffen werdet ihr stark sein, (Jesaja 30,15 ). An der Ostseite sind Altar, Kanzel und Orgel übereinander angeordnet. Die Stuckaturen stammen von den Brüdern Rust, die Deckengemälde von Seivert Lammers (1648–1711). Die später bis auf das Gehäuse ersetzte Orgel wurde bis 1697 von Severin Holbeck eingebaut.
Am Karfreitag 1717, dem 26. März, kam Johann Sebastian Bach nach Gotha, um eine von ihm verfasste Passionsmusik in der Schlosskirche zu dirigieren, und am Karfreitag 1725 führte Gottfried Heinrich Stölzel, der von 1719 bis 1749 Hofkapellmeister war, hier erstmals seine Fassung der Brockes-Passion auf.
Um 1800 erhielt die Kirche eine Chorempore; weitere Umbauten des 19. Jahrhunderts betrafen den Altar, der 1844 ein Altarbild Jesus segnet die Kinder von Paul Emil Jacobs erhielt, sowie das Gestühl. Seit 1920 ist die Schlosskirche Gemeindekirche. Sie gehört heute zum Pfarrbezirk St. Michael/Schloss der Evangelisch-Lutherischen Stadtkirchgemeinde Gotha, die Teil des Bischofssprengels Erfurt der Evangelischen Kirche in Mitteldeutschland ist. Gottesdienste finden noch zu besonderen Anlässen, Kasualien und an Festtagen statt. Die Kirche ist nicht Teil des Museumsrundgangs.

### Orgel

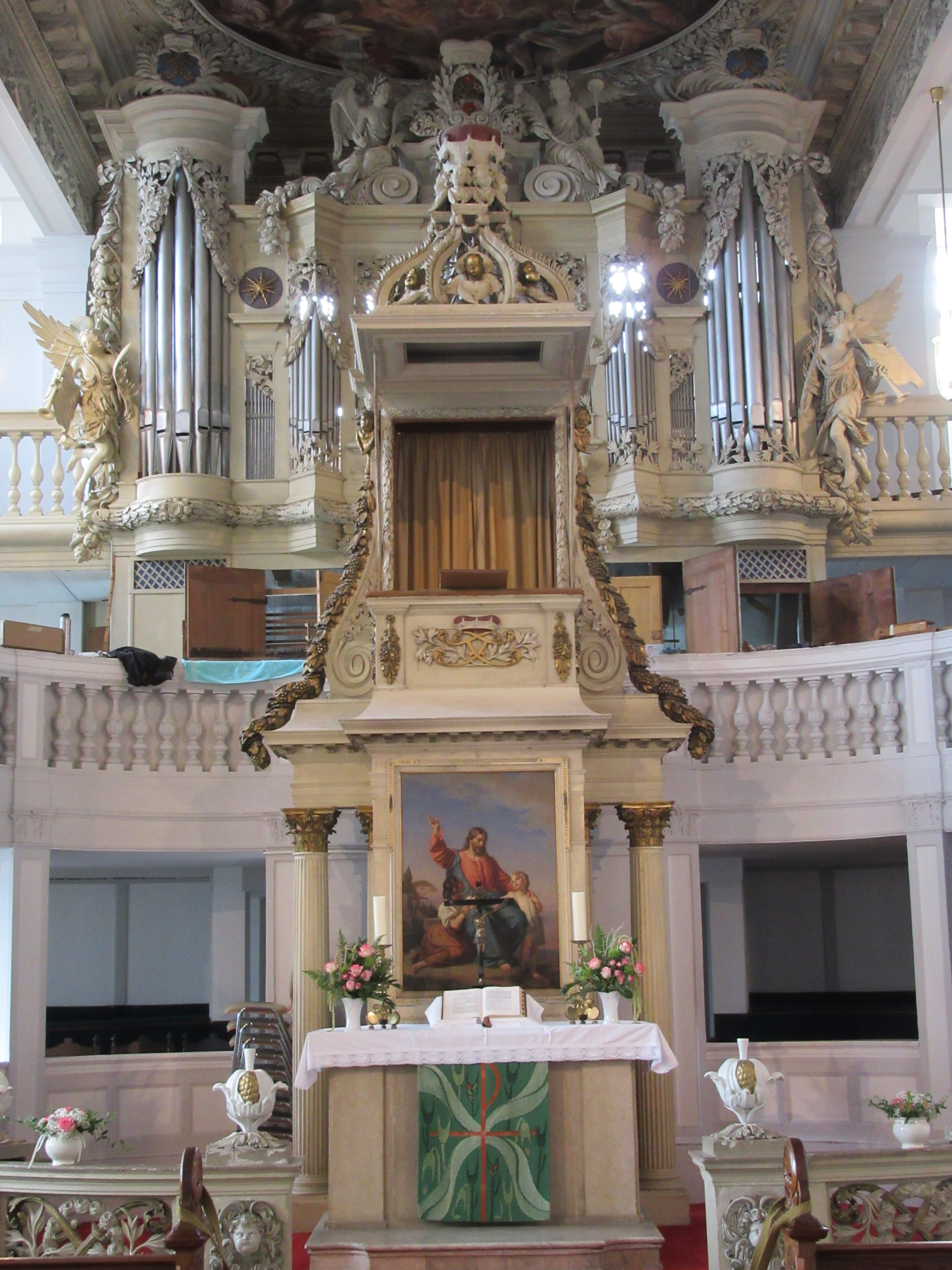
Blick zu Kanzelaltar und Orgel

Die Orgel der Schlosskirche stellte in den Jahren 1855–1856 der Orgelbauer Friedrich Knauf (1802–1883) aus Großtabarz auf und disponierte sie im frühromantischen Stil jener Zeit. Das barocke Orgelgehäuse, die Balganlage und einige Prospektpfeifen stammten vom Vorgängerinstrument, das im Jahr 1692 der aus Zwickau kommenden dänische Orgelbauer Severin Holbeck gebaut hatte. Im Jahre 1905 ersetzte der Gothaer Orgelbauer Hugo Böhm die Balganlage durch eine Magazinbalganlage, die durch einen Gleichstrom-Elektromotor betrieben wurde. Böhm stimmte das Instrument auch um einen halben Ton tiefer und ergänzte das Pedal um ein Register. Zuletzt wurde das Instrument in den Jahren 2015/2016 umfassend restauriert. Es verfügt über 28 Register auf zwei Manualen und Pedal.
| I Hauptwerk C–f3 |     |
| Bordun           | 16’ |
| Principal        | 8’  |
| Hohlflöte        | 8’  |
| Gedact           | 8’  |
| Gambe            | 8’  |
| Gedactquinte     | 6’  |
| Octave           | 4’  |
| Gedact           | 4’  |
| Quinte           | 3’  |
| Octave           | 2’  |
| Mixtur III       | 2’  |
| Cymbel           | 1’  |

| II Schwellwerk C–f3    |     |
| Lieblich Gedact (ab F) | 16’ |
| Geigenprincipal        | 8’  |
| Schweizerflöte         | 8’  |
| Flaut travers          | 8’  |
| Lieblich Gedact        | 8’  |
| Principal              | 4’  |
| Pianoflöte             | 4’  |
| Quinte                 | 3’  |
| Octave                 | 2’  |
| Cornett III (ab c1)    | 8’  |

| Pedalwerk C–d1 |     |
| Subbass        | 16’ |
| Violon         | 16’ |
| Quint Bass     | 12’ |
| Octavbass      | 8’  |
| Octave         | 4’  |
| Posaune        | 16’ |

- Koppeln: Manual-Coppel, Pedal-Coppel

## Fürstengruft
1679/80 ließ Herzog Friedrich I. unter der Kirche die aus vier Räumen bestehende Fürstengruft einrichten. Zumindest zwei der Räume stammen noch aus der Zeit der Festung Grimmenstein und wurden in den Bau einbezogen. Der Treppeneingang zur Gruft befindet sich unter der Orgelempore, die vor dem Altar angelegte schräge Steinrutsche, über die einst die Särge hinabgelassen wurden, ist heute jedoch vom Kirchenraum her vermauert. Die Fürstengruft ist nicht öffentlich zugänglich.
Als erstes Mitglied des Hauses Sachsen-Gotha-Altenburg wurde am 25. Juni 1680 die drei Tage zuvor an einer Blatternerkrankung verstorbene einjährige Tochter Friedrichs I., Prinzessin Elisabeth, in der Gruft beigesetzt. In der Fürstengruft fanden folgende Mitglieder des Hauses Sachsen-Gotha-Altenburg ihre letzte Ruhestätte (in der Reihenfolge ihrer Bestattung):
- Prinzessin Elisabeth (1679–1680), vierte Tochter Friedrichs I.
- Herzogin Magdalena Sibylla (1648–1681), erste Gemahlin Friedrichs I.
- Herzog Friedrich I. (1646–1691)
- Prinz Carl Friedrich (1702–1703), dritter Sohn Friedrichs II.
- Prinzessin Sophia (1697–1703), erste Tochter Friedrichs II.
- Prinz Johann Wilhelm (1677–1707), jüngster Sohn Friedrichs I.
- Prinz Emanuel (1709–1710), achter Sohn Friedrichs II.
- Herzog Friedrich II. (1676–1732)
- Prinz Ludwig (1735–1735), zweiter Sohn Friedrichs III.
- Herzogin Magdalena Augusta (1679–1740), Gemahlin Friedrichs II.
- Erbprinz Friedrich Ludwig (1735–1756), erster Sohn Friedrichs III.
- Prinzessin Friederike Luise (1741–1776), erste Tochter Friedrichs III.
- Prinz August (1747–1806), jüngster Sohn Friedrichs III.

Im Hauptraum der Fürstengruft (Raum 2) befinden sich darüber hinaus zehn Kindersärge sowie zwei Särge von Erwachsenen, die aufgrund fehlender Plaketten bislang nicht namentlich zugeordnet werden konnten. Aufgrund ihres Standortes zwischen den Särgen von Mitgliedern des Hauses Sachsen-Gotha-Altenburg bergen sie jedoch mit Sicherheit die Überreste von früh verstorbenen Familienmitgliedern. Sehr wahrscheinlich sind darunter auch drei tot geborene und daher namenlos gebliebene Söhne Herzogin Luise Dorotheas.
Folgende Verwandte des Fürstenhauses wurden ebenfalls in der Gruft bestattet und liegen separat in Raum 3:
- Prinz Alexander Friedrich Karl von Württemberg (1771–1833), Schwager und Schwiegervater Ernsts I. von Sachsen-Coburg und Gotha
- Prinzessin Antoinette von Sachsen-Coburg-Saalfeld (1779–1824), Schwester Ernsts I. von Sachsen-Coburg und Gotha und Gattin von Prinz Alexander
- Prinz Paul (1800–1802), erster Sohn Antoinettes und Alexanders
- Prinz Friedrich (1810–1815), vierter Sohn Antoinettes und Alexanders

Mit der Gruft unter der Schlosskirche sind auch zwei populäre Gothaer Sagen verknüpft. Die Grumbachs Gebeine betitelte Überlieferung berichtet, dass die Überreste des 1567 in Gotha hingerichteten Ritters und Abenteurers Wilhelm von Grumbach über 100 Jahre nach seinem Tod aus ungeklärten Gründen in die Gruft gelangten. Bis heute sollen seine Gebeine in einer unscheinbaren Holzkiste zwischen den fürstlichen Särgen stehen.
Die Sage von der Ahnherrin des Schlosses (auch Die Weiße Frau auf dem Friedenstein) erzählt davon, wie jedes Mal, wenn dem Herzogshaus ein Unglück oder ein Todesfall bevorstand, aus der Gruft eine Weiße Frau heraufstieg und wehklagend durch die Räume des Schlosses wandelte. Dabei konnte sie jedoch nur von denjenigen gesehen werden, die das Unglück direkt betraf. Der Sage nach handelte es sich bei der Geistererscheinung um Herzogin Dorothea Maria von Anhalt, die Mutter des Schlosserbauers Ernsts des Frommen. Indes liegt diese gar nicht in der Gruft begraben.